# Olympische Sommerspiele 2020/Leichtathletik – Marathon (Frauen)
Der Marathonlauf der Frauen bei den Olympischen Spielen 2020 in Tokio fand am 7. August 2021 statt.
Ursprünglich sollten sich Start und Ziel im neuerbauten Nationalstadion befinden und die Strecke sollte durch den Imperial Palace Garden führen. Nachdem es bei den Leichtathletik-Weltmeisterschaften 2019 in Doha jedoch bei mehreren Athleten aufgrund der klimatischen Bedingungen zu gesundheitlichen Problemen gekommen war, gab das IOC im Oktober 2019 bekannt, bei den Spielen in Japan die Marathonläufe sowie die Wettbewerbe im Gehen ins kühlere Sapporo auf Hokkaidō zu verlegen. Neuer Austragungsort war der Ōdōri-Park. Die Strecke hatte die vorgeschriebene Länge von 42,195 Kilometern.
Von den 88 gestarteten Läuferinnen erreichten 73 das Ziel.
Olympiasiegerin wurde die Kenianerin Peres Jepchirchir. Silber gewann ihre Landsfrau Brigid Kosgei, Bronze ging an die US-Amerikanerin Molly Seidel.

## Aktuelle Titelträgerinnen
| Olympiasiegerin                         | Jemima Sumgong ( Kenia)                    | 2:24:04 h                                  | Rio de Janeiro 2016 |
| Weltmeisterin                           | Ruth Chepngetich ( Kenia)                  | 2:32:43 h                                  | Doha 2019           |
| Europameisterin                         | Wolha Masuronak ( Belarus)                 | 2:26:22 h                                  | Berlin 2018         |
| Nord-/Zentralamerika-/Karibik-Meisterin | Wettbewerb nicht im Meisterschaftsprogramm | Wettbewerb nicht im Meisterschaftsprogramm | Toronto 2018        |
| Südamerikameisterin                     | Wettbewerb nicht im Meisterschaftsprogramm | Wettbewerb nicht im Meisterschaftsprogramm | Lima 2019           |
| Asienmeisterin                          | Wettbewerb nicht im Meisterschaftsprogramm | Wettbewerb nicht im Meisterschaftsprogramm | Doha 2019           |
| Afrikameisterin                         | Wettbewerb nicht im Meisterschaftsprogramm | Wettbewerb nicht im Meisterschaftsprogramm | Asaba 2018          |
| Ozeanienmeisterin                       | Wettbewerb nicht im Meisterschaftsprogramm | Wettbewerb nicht im Meisterschaftsprogramm | Townsville 2019     |

## Bestehende Rekorde
| Weltrekord         | Brigid Kosgei ( Kenia)   | 2:14:04 h | Chicago-Marathon, USA     | 13. Oktober 2019 |
| Olympischer Rekord | Tiki Gelana ( Äthiopien) | 2:23:07 h | OS London, Großbritannien | 5. August 2012   |

Der bestehende olympische Rekord wurde bei diesen Spielen nicht erreicht, dazu waren die äußeren Rahmenbedingungen mit hohen Temperaturen zu ungünstig. Die Siegeszeit der kenianischen Olympiasiegerin Peres Jepchirchir im Rennen am 7. August betrug 2:27:20 h, womit sie den Rekord um 4:13 min verfehlte. Zum Weltrekord fehlten ihr 13:16 min.

## Zwischenzeiten
| Zwischen- zeitmarke | Zwischen- zeit | Führende | 5-km-Zeit |
| ------------------- | -------------- | --- | --------- |
| 05 km               | 18:02 min      | Ruth Chepngetich mit großer Gruppe | 18:02 min |
| 10 km               | 36:16 min      | Peres Jepchirchir mit großer Gruppe | 18:14 min |
| 15 km               | 53:47 min      | Ruth Chepngetich mit großer Gruppe | 17:31 min |
| 20 km               | 1:11:17 h00    | Lonah Chemtai Salpeter mit 14köpfiger Gruppe | 17:30 min |
| 25 km               | 1:28:51 h00    | Peres Jepchirchir mit 12köpfiger Gruppe | 17:34 min |
| 30 km               | 1:46:04 h00    | Peres Jepchirchir mit 9köpfiger Gruppe | 17:13 min |
| 35 km               | 2:02:58 h00    | Kosgei, Jepchirchir, Seidel, Salpeter, Chumba / Dereje 11 s zurück / Kejeta, Ichiyama 26 s zurück / Masuronak 40 s zurück                                 | 16:54 min |
| 40 km               | 2:19:59 h00    | Jepchirchir, Kosgei / Seidel 6 s zur. / Dereje 37 s zur. / Chumba 1:12 min zur. / Masuronak 1:18 min zur. / Kejeta 1:28 min zur. / Ichiyama 2:02 min zur. | 17:01 min |

## Ergebnisse

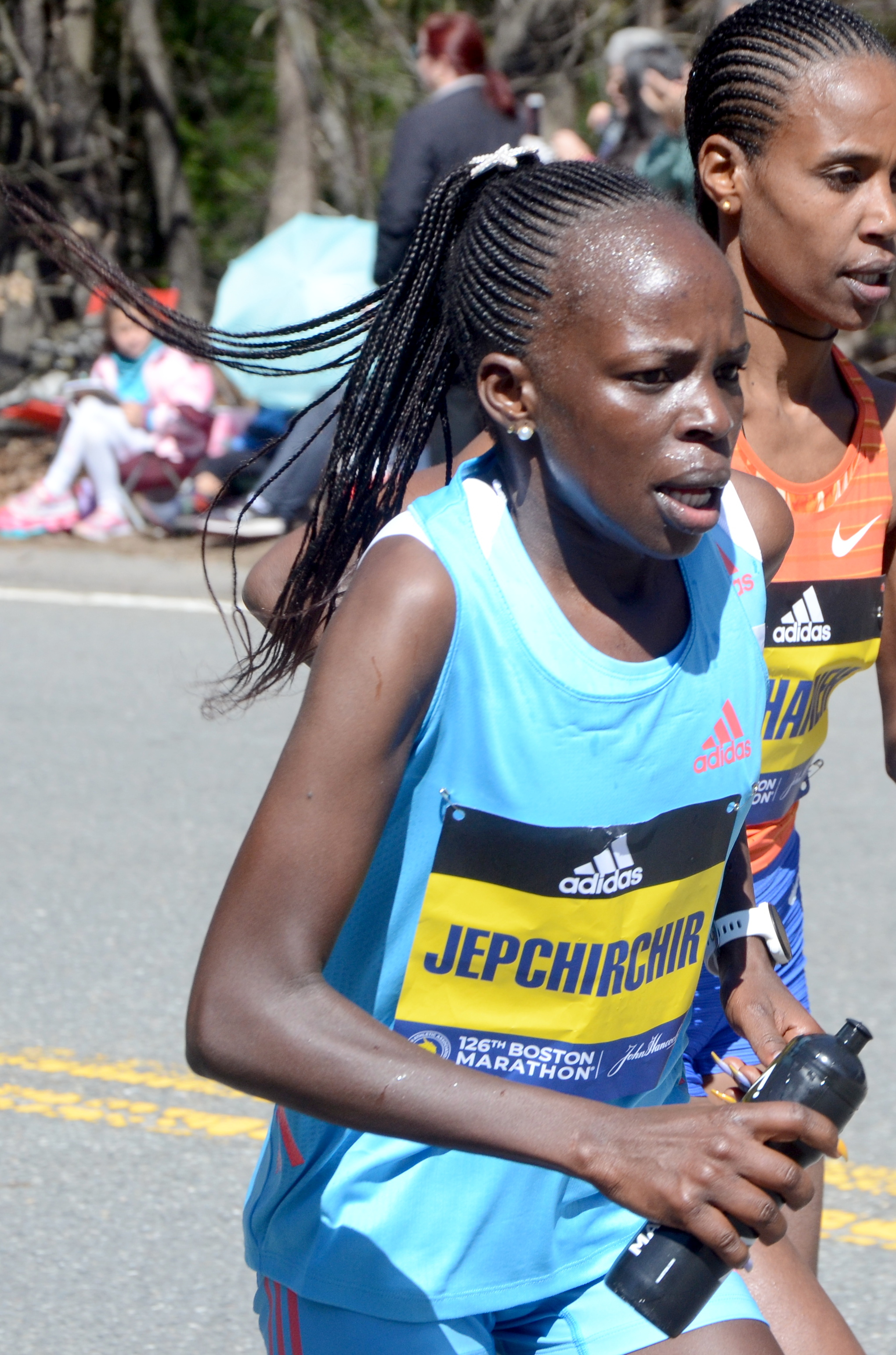
Peres Jepchirchir setzte sich am Ende mit einem Vorsprung von sechzehn Sekunden durch

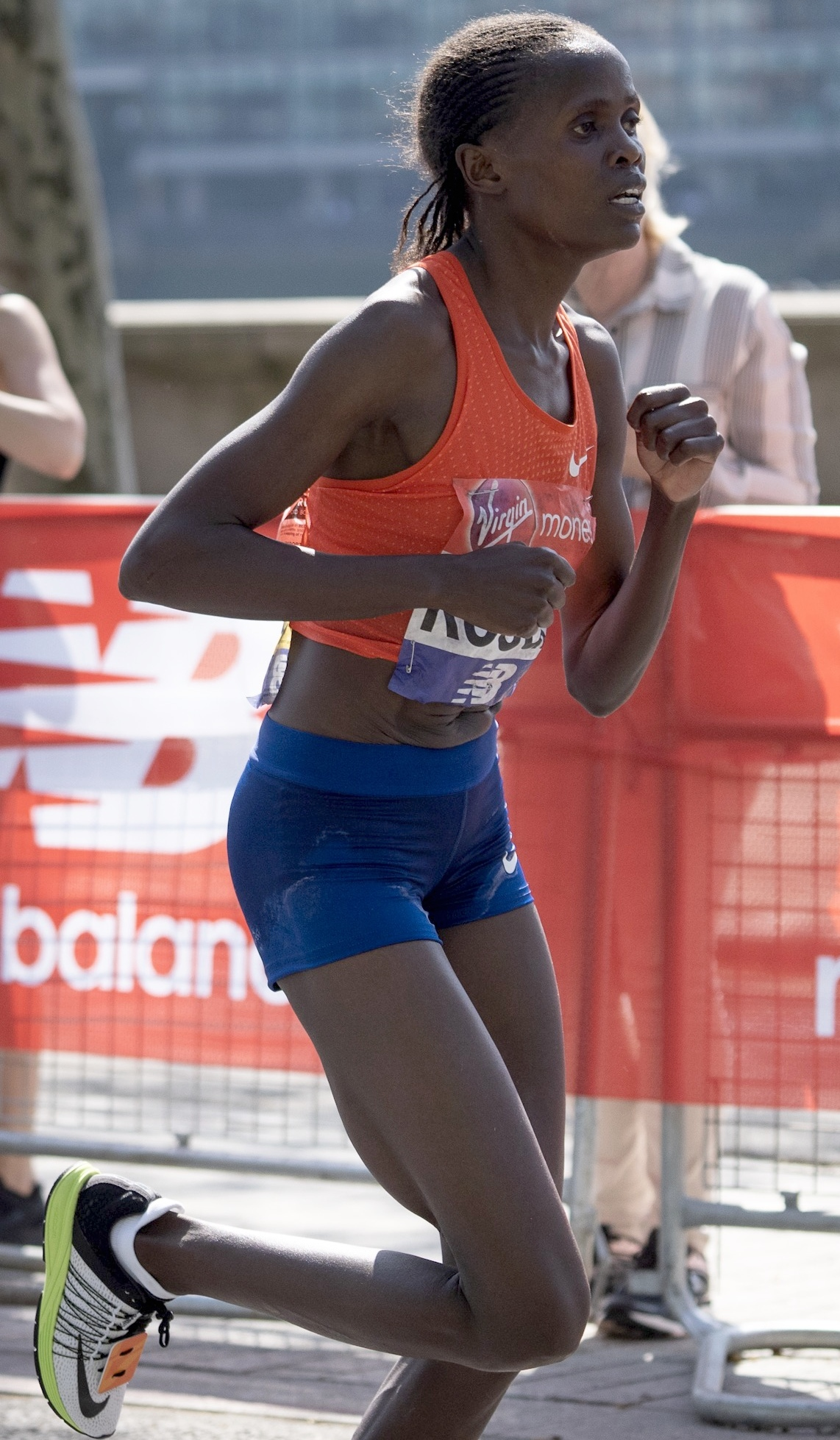
Silbermedaillengewinnerin Brigid Kosgei

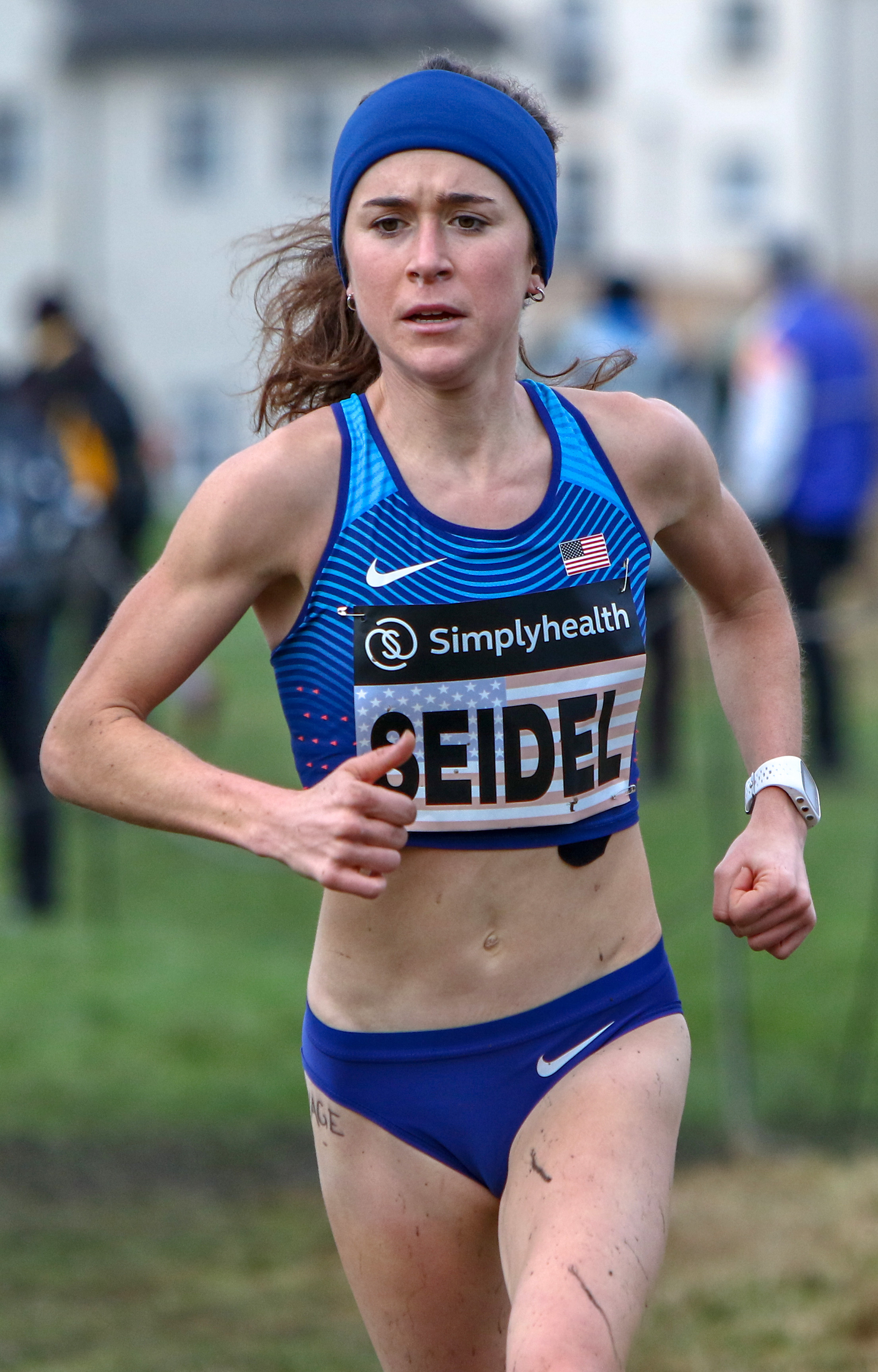
Bronzemedaillengewinnerin Molly Seidel

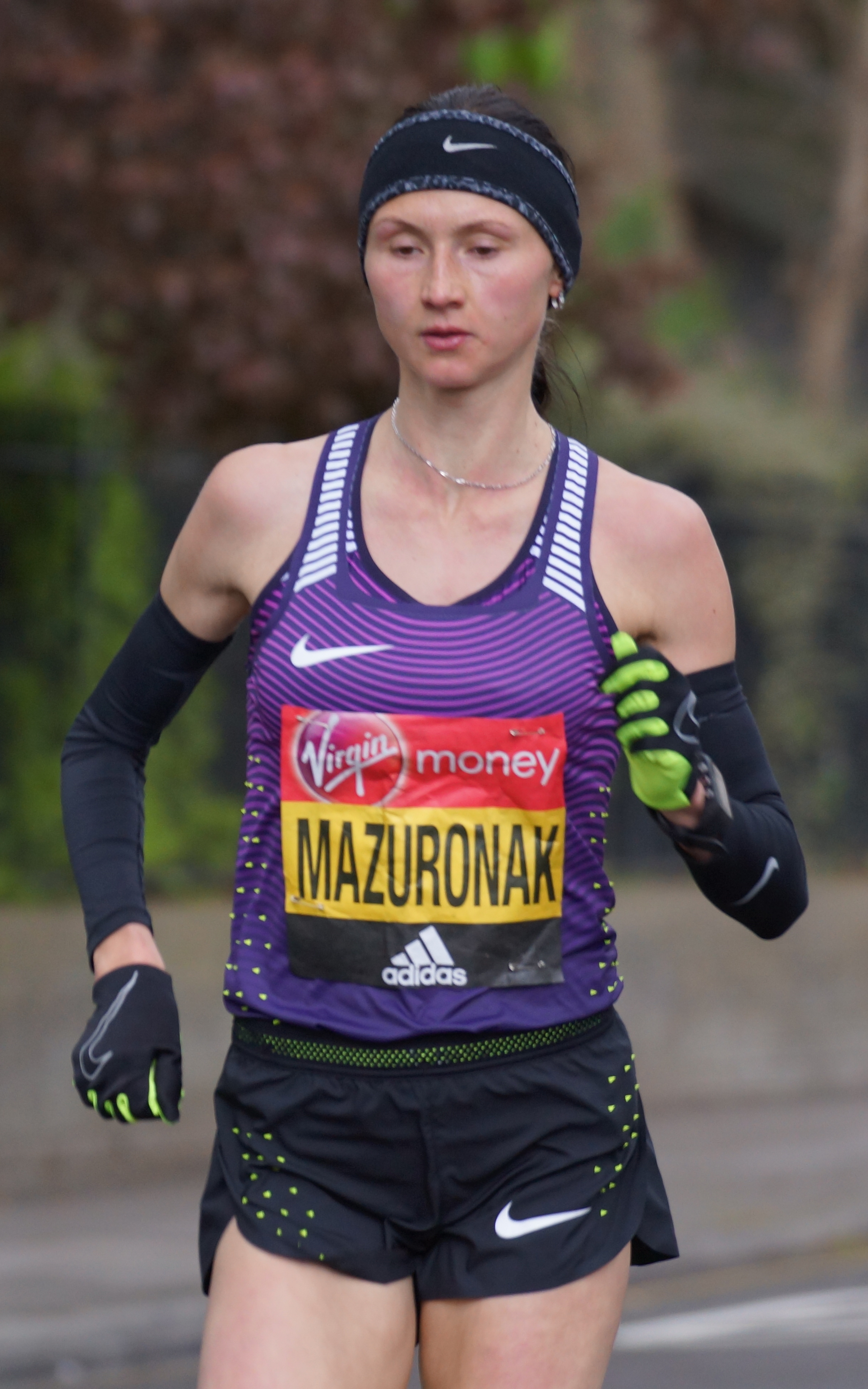
Wolha Masuronak – Rang fünf

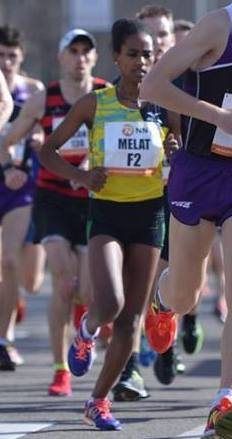
Die Olympiasechste Melat Yisak Kejeta

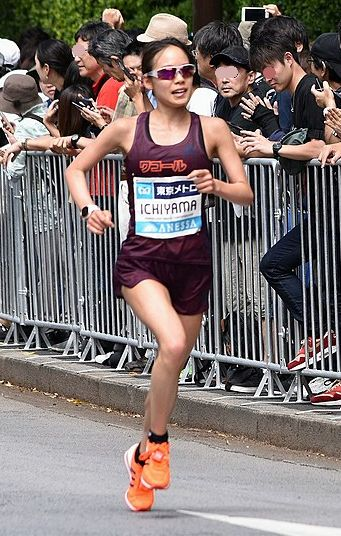
Mao Ichiyama belegte Rang acht

Start: 7. August 2021 um 6:00 Uhr (6. August 2021, 23:00 Uhr MESZ)
| Platz | Name                     | Nation         | Zeit (h) | Zeitdifferenz (min) | Anmerkung |
| ----- | ------------------------ | -------------- | -------- | ------------------- | --------- |
| 1     | Peres Jepchirchir        | Kenia          | 2:27:20  |                     | SB        |
| 2     | Brigid Kosgei            | Kenia          | 2:27:36  | +0:16               | SB        |
| 3     | Molly Seidel             | USA            | 2:27:46  | +0:26               | SB        |
| 4     | Roza Dereje              | Äthiopien      | 2:28:38  | +1:18               | SB        |
| 5     | Wolha Masuronak          | Belarus        | 2:29:06  | +1:46               | SB        |
| 6     | Melat Yisak Kejeta       | Deutschland    | 2:29:16  | +1:56               | SB        |
| 7     | Eunice Chumba            | Bahrain        | 2:29:36  | +2:16               |           |
| 8     | Mao Ichiyama             | Japan          | 2:30:13  | +2:53               |           |
| 9     | Malindi Elmore           | Kanada         | 2:30:59  | +3:39               | SB        |
| 10    | Sinead Diver             | Australien     | 2:31:14  | +3:54               | SB        |
| 11    | Helalia Johannes         | Namibia        | 2:31:22  | +4:02               | SB        |
| 12    | Fabienne Schlumpf        | Schweiz        | 2:31:36  | +4:16               |           |
| 13    | Natasha Wodak            | Kanada         | 2:31:41  | +4:21               | SB        |
| 14    | Karolina Nadolska        | Polen          | 2:32:04  | +4:44               | SB        |
| 15    | Gerda Steyn              | Südafrika      | 2:32:10  | +4:50               |           |
| 16    | Immaculate Chemutai      | Uganda         | 2:32:23  | +5:03               |           |
| 17    | Sally Kipyego            | USA            | 2:32:53  | +5:33               | SB        |
| 18    | Deborah Schöneborn       | Deutschland    | 2:33:08  | +5:48               | SB        |
| 19    | Ayuko Suzuki             | Japan          | 2:33:14  | +5:54               | SB        |
| 20    | Neheng Khatala           | Lesotho        | 2:33:15  | +5:55               |           |
| 21    | Matea Parlov Koštro      | Kroatien       | 2:33:18  | +5:58               | SB        |
| 22    | Carolina Wikström        | Schweden       | 2:33:19  | +5:59               | SB        |
| 23    | Ellie Pashley            | Australien     | 2:33:39  | +6:19               | SB        |
| 24    | Failuna Matanga          | Tansania       | 2:33:58  | +6:38               | SB        |
| 25    | Fionnuala McCormack      | Irland         | 2:34:09  | +6:49               | SB        |
| 26    | Lisa Weightman           | Australien     | 2:34:19  | +6:59               | SB        |
| 27    | Gladys Tejeda            | Peru           | 2:34:21  | +7:01               | SB        |
| 28    | Mieke Gorissen           | Belgien        | 2:34:24  | +7:04               |           |
| 29    | Elena Loyo               | Spanien        | 2:34:38  | +7:18               | SB        |
| 30    | Carla Salomé Rocha       | Portugal       | 2:34:52  | +7:32               | SB        |
| 31    | Katharina Steinruck      | Deutschland    | 2:35:00  | +7:40               |           |
| 32    | Giovanna Epis            | Italien        | 2:35:09  | +7:49               | SB        |
| 33    | Honami Maeda             | Japan          | 2:35:28  | +8:08               |           |
| 34    | Choi Kyung-sun           | Südkorea       | 2:35:33  | +8:13               | SB        |
| 35    | Aleksandra Lisowska      | Polen          | 2:35:33  | +8:13               |           |
| 36    | Darja Maslowa            | Kirgisistan    | 2:35:35  | +8:15               | SB        |
| 37    | Marta Galimany           | Spanien        | 2:35:39  | +8:19               | SB        |
| 38    | Susan Jeptooo Kipsang    | Frankreich     | 2:36:29  | +9:09               | SB        |
| 39    | Stephanie Davis          | Großbritannien | 2:36:33  | +9:13               |           |
| 40    | Jovana de la Cruz        | Peru           | 2:36:38  | +9:18               |           |
| 41    | Rosa Chacha              | Ecuador        | 2:36:44  | +9:24               |           |
| 42    | Jewhenija Prokofjewa     | Ukraine        | 2:36:47  | +9:27               | SB        |
| 43    | Nazret Weldu             | Eritrea        | 2:37:01  | +9:41               |           |
| 44    | Andrea Deelstra          | Niederlande    | 2:37:05  | +9:45               | SB        |
| 45    | Bajartsogtyn Mönchdsajaa | Mongolei       | 2:37:08  | +9:48               | SB        |
| 46    | Zhanna Mamazhanova       | Kasachstan     | 2:37:42  | +10:22              |           |
| 47    | Zhang Deshun             | China          | 2:37:45  | +10:25              |           |
| 48    | Maor Tiyouri             | Israel         | 2:37:52  | +10:32              |           |
| 49    | Hanne Verbruggen         | Belgien        | 2:38:03  | +10:43              | SB        |
| 50    | Nina Sawina              | Belarus        | 2:38:41  | +11:21              | SB        |
| 51    | Martina Strähl           | Schweiz        | 2:39:25  | +12:05              | SB        |
| 52    | Marcela Joglová          | Tschechien     | 2:39:29  | +12:09              |           |
| 53    | Bojana Bjeljac           | Kroatien       | 2:39:32  | +12:12              | SB        |
| 54    | Lilia Fisikovici         | Moldau         | 2:39:59  | +12:39              | SB        |
| 55    | Angie Orjuela            | Kolumbien      | 2:40:04  | +12:44              | SB        |
| 56    | Rkia el-Moukim           | Marokko        | 2:40:10  | +12:50              | SB        |
| 57    | Ahn Seul-ki              | Südkorea       | 2:41:11  | +13:51              | SB        |
| 58    | Tereza Hrochová          | Tschechien     | 2:42:25  | +15:05              |           |
| 59    | Angelika Mach            | Polen          | 2:42:26  | +15:06              |           |
| 60    | Andrea Bonilla           | Ecuador        | 2:43:30  | +16:10              | SB        |
| 61    | Marcela Gómez            | Argentinien    | 2:44:09  | +16:49              | SB        |
| 62    | Li Zhixuan               | China          | 2:45:23  | +18:03              |           |
| 63    | Jill Holterman           | Niederlande    | 2:45:27  | +18:07              |           |
| 64    | Úrsula Sánchez           | Mexiko         | 2:45:45  | +18:25              | SB        |
| 65    | Daniela Torres Huerta    | Mexiko         | 2:47:15  | +19:55              |           |
| 66    | Lonah Chemtai Salpeter   | Israel         | 2:48:31  | +21:11              |           |
| 67    | Bai Li                   | China          | 2:49:21  | +22:01              |           |
| 68    | Stephanie Twell          | Großbritannien | 2:53:26  | +26:06              | SB        |
| 69    | Juliet Chekwel           | Uganda         | 2:53:40  | +26:20              | SB        |
| 70    | Catarina Ribeiro         | Portugal       | 2:55:01  | +27:41              | SB        |
| 71    | Jess Piasecki            | Großbritannien | 2:55:39  | +28:19              | SB        |
| 72    | Sharon Firisua           | Salomonen      | 3:02:10  | +34:50              | NR        |
| 73    | Dayna Pidhoresky         | Kanada         | 3:03:10  | +35:50              | SB        |
| DNF   | Andrea Ramírez           | Mexiko         |          |                     |           |
| DNF   | Ruth Chepngetich         | Kenia          |          |                     |           |
| DNF   | Laura Méndez Esquer      | Spanien        |          |                     |           |
| DNF   | Birhane Dibaba           | Äthiopien      |          |                     |           |
| DNF   | Tejitu Daba              | Bahrain        |          |                     |           |
| DNF   | Kokob Tesfagaber Solomon | Eritrea        |          |                     |           |
| DNF   | Wiktorija Kaljuschna     | Ukraine        |          |                     |           |
| DNF   | Irvette van Zyl          | Südafrika      |          |                     |           |
| DNF   | Sara Moreira             | Portugal       |          |                     |           |
| DNF   | Aliphine Tuliamuk        | USA            |          |                     |           |
| DNF   | Aoife Cooke              | Irland         |          |                     |           |
| DNF   | Darja Mychajlowa         | Ukraine        |          |                     |           |
| DNF   | Zeineba Yimer            | Äthiopien      |          |                     |           |
| DNF   | Eva Vrabcová Nývltová    | Tschechien     |          |                     |           |
| DNF   | Meryem Erdoğan           | Türkei         |          |                     |           |

## Rennverlauf
Am Abend vor dem Rennen wurde der Start um eine Stunde auf sechs Uhr morgens vorverlegt, um etwas kühlere Bedingungen für die 88 gemeldeten Frauen zu ermöglichen. Beim Start betrug die Temperatur 25,7 °C bei 78 % Luftfeuchtigkeit und stieg zum Rennende hin auf 31 °C.
Die Läuferinnen begannen vorsichtig, für lange Zeit blieb ein größeres Feld zusammen. Ab Kilometer zehn wurde es ein wenig schneller, bei Streckenhälfte (1:15:14 h) bestand die Spitzengruppe noch aus elf Wettbewerberinnen, den drei Kenianerinnen Peres Jepchirchir, Brigid Kosgei und Ruth Chepngetich, den beiden US-Amerikanerinnen Molly Seidel und Sally Kipyego, Lonah Chemtai Salpeter aus Israel, der Äthiopierin Roza Dereje, der Deutschen Melat Yisak Kejeta, der Japanerin Mao Ichiyama, der Namibierin Helalia Johannes sowie Eunice Chumba aus Bahrain. Dann arbeitete sich die Belarussin Wolha Masuronak an die Führenden heran, während Kipyego und später Chepngetich abreißen lassen mussten. Ab Kilometer dreißig beschleunigten vor allem Salpeter und die Keniarinnen das Tempo, sodass die Gruppe vorne weiter auseinanderfiel. Drei Kilometer weiter hatten sich mit Salpeter, Jepchirchir, Kosgei, Seidel und Chumba fünf Athletinnen von ihren Gegnerinnen abgesetzt. Dahinter folgte Dereje, mit größer werdendem Abstand liefen Kejeta und Ichiyama zusammen mit einer weiteren Lücke zu Masuronak.
Bei Kilometer 36 lösten sich Jepchirchir und Kosgei. Zwei Kilometer vor dem Ziel führten die beiden Kenianerinnen mit sechs Sekunden vor Seidel. Dereje hatte einen Rückstand von 37 Sekunden, dahinter folgten Chumba (1:12 min zurück) und Masuronak (1:18 min), während Salpeter am Ende noch bis auf Platz 66 zurückfiel.
Die Entscheidung musste nun zwischen Jepchirchir und Kosgei fallen. Beide wirkten nicht mehr besonders frisch, aber es ging nun auch dem Ende des Rennens zu. Peres Jepchirchir erwies sich als die stärkere von ihnen und lief schließlich mit einem Vorsprung von sechzehn Sekunden als Olympiasiegerin durchs Ziel. Die US-Amerikanerin kam nicht mehr heran, sodass Brigid Kosgei die Silbermedaille gewann. Zehn Sekunden hinter ihr erlief sich Molly Seidel Bronze. Roza Dereje wurde Vierte, zu Bronze fehlten ihr 52 Sekunden. Wolha Masuronak kam auf den fünften Platz vor Melat Yisak Kejeta, Eunice Chumba und Mao Ichiyama.

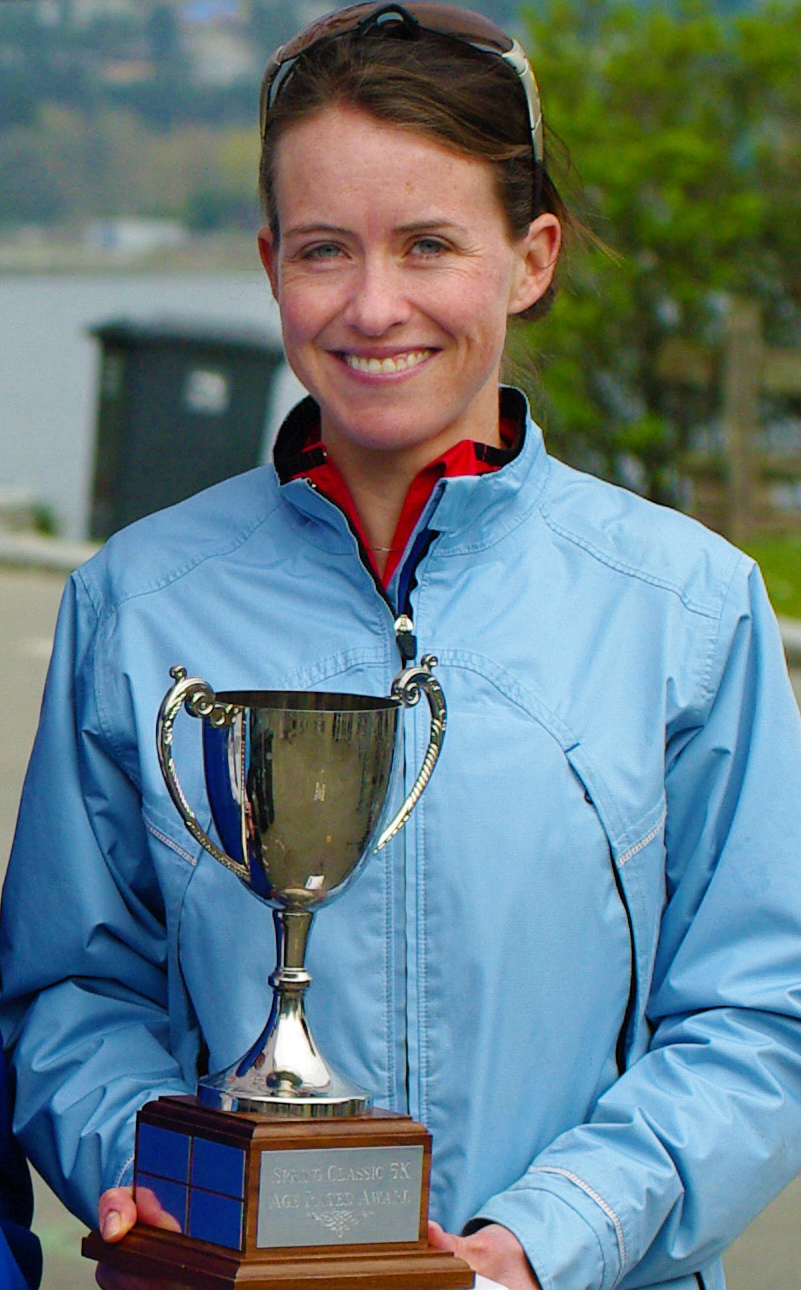
Malindi Elmore kam auf den zehnten Platz
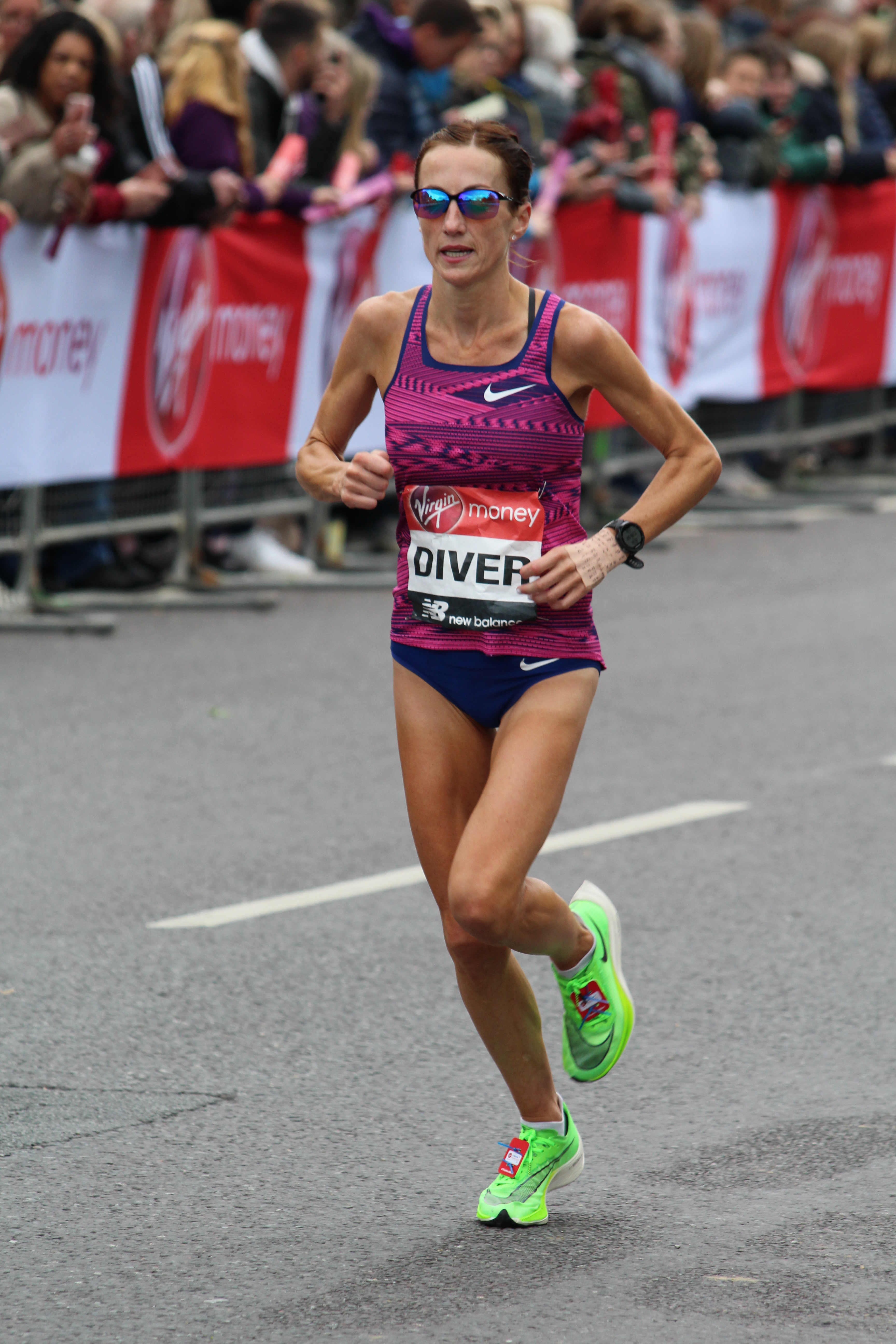
Die zehntplatzierte Sinead Diver
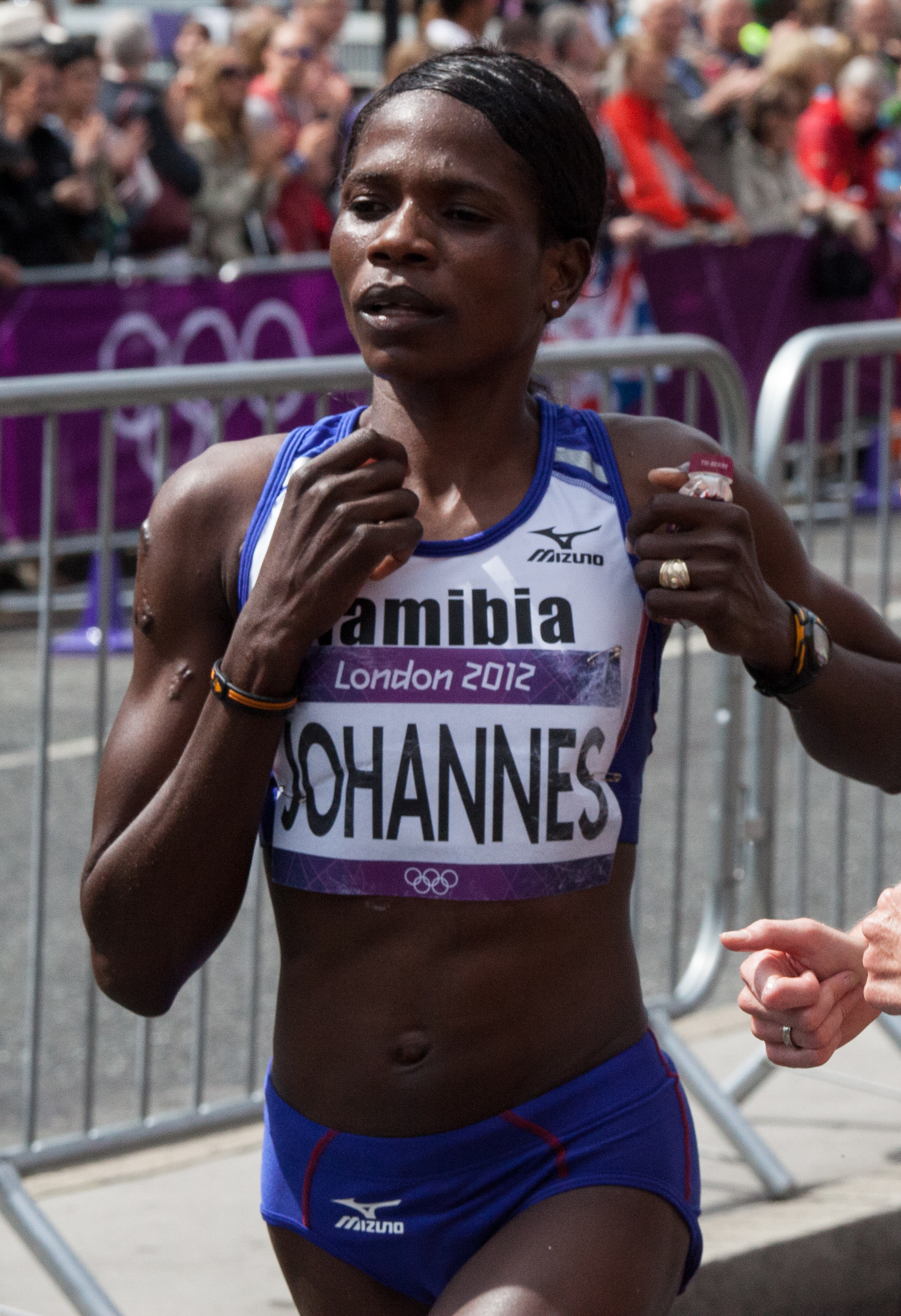
Helalia Johannes wurde Olympiatelfe
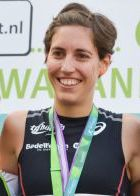
Fabienne Schlumpf – Rang zwölf
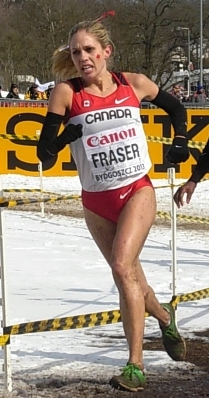
Natasha Wodak erreichte Platz dreizehn
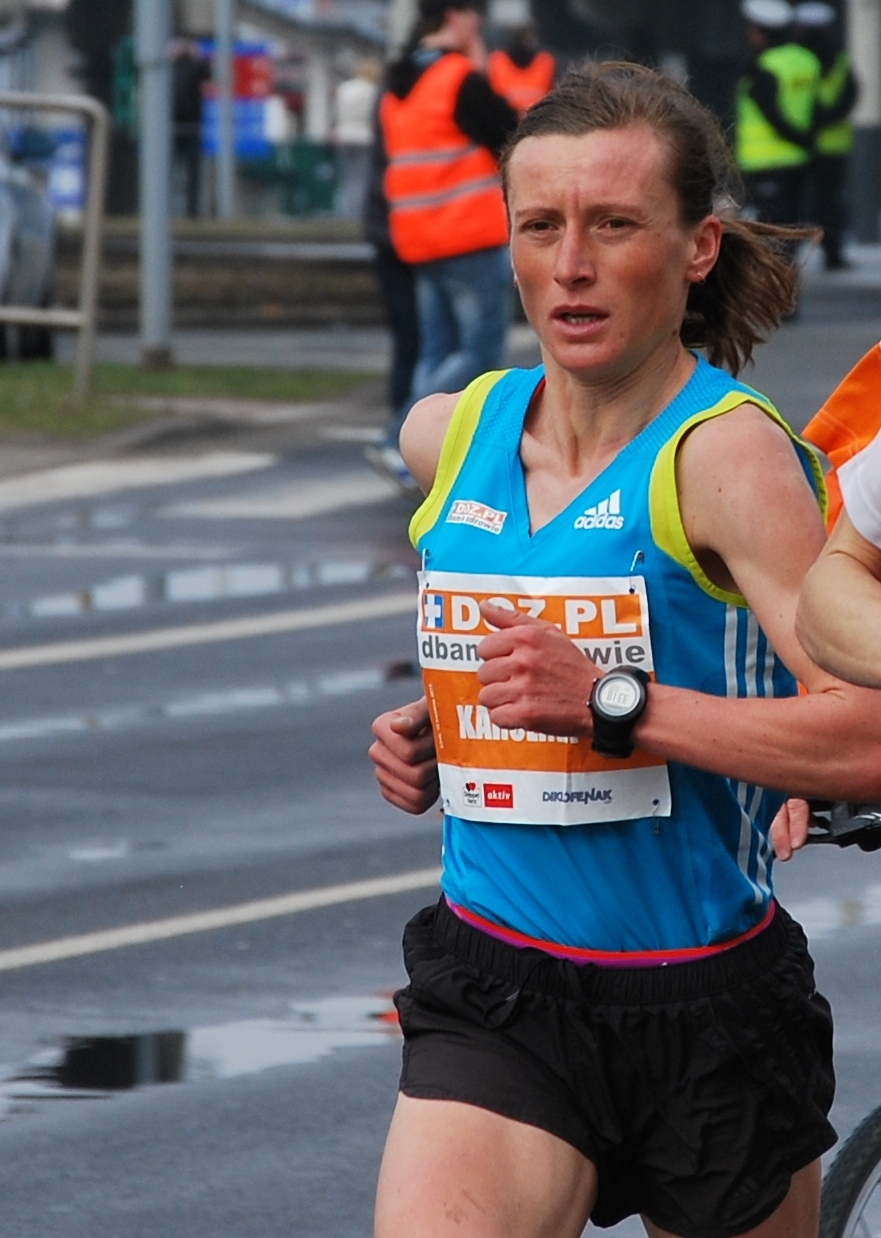
Karolina Nadolska belegte Rang vierzehn
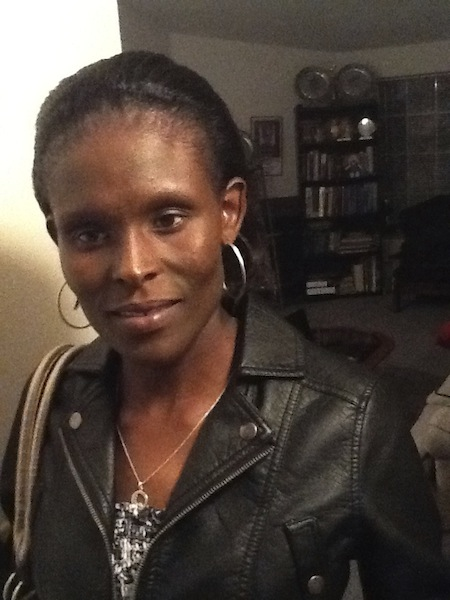
Sally Kipyego kam auf den siebzehnten Platz
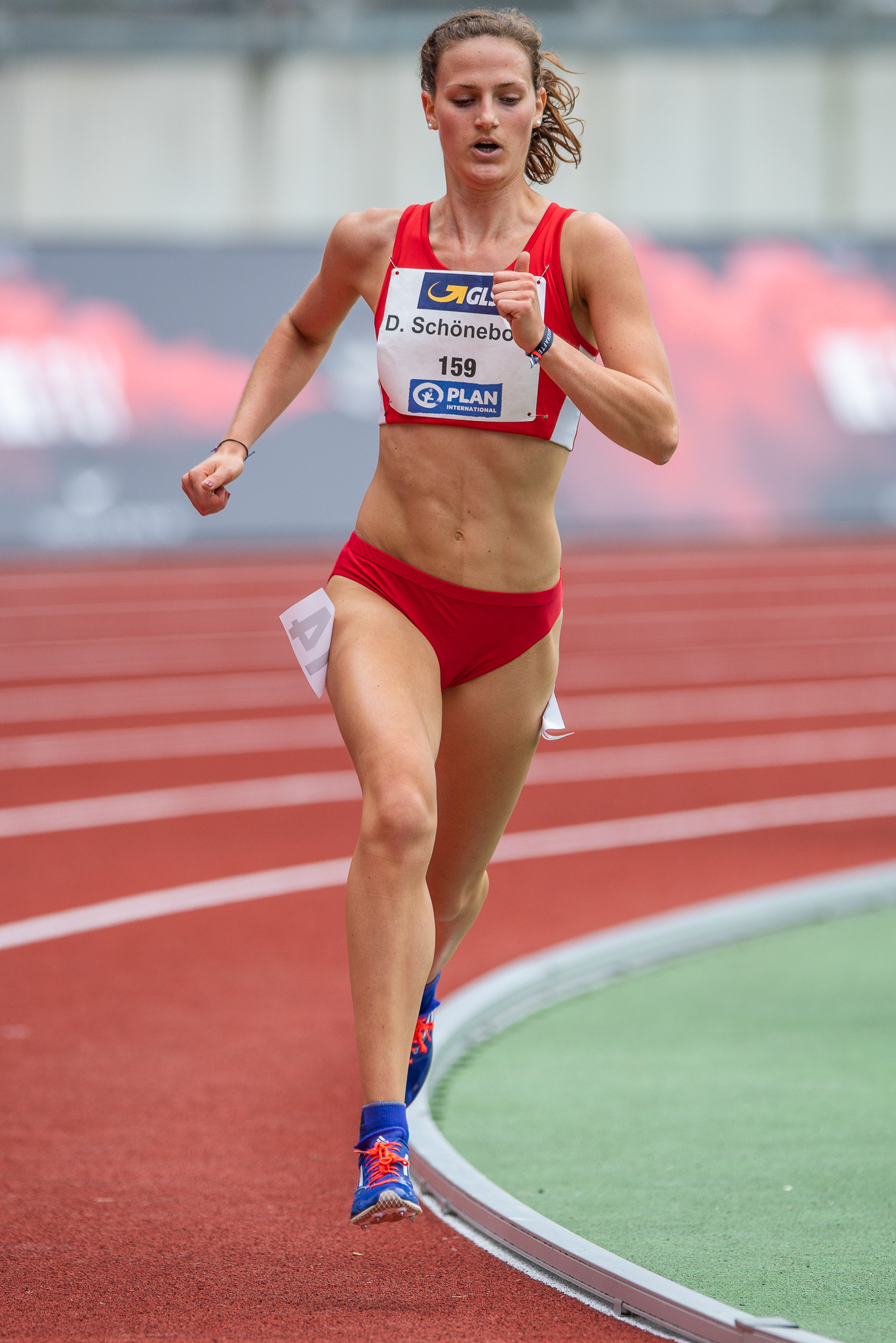
Rang achtzehn für Deborah Schöneborn
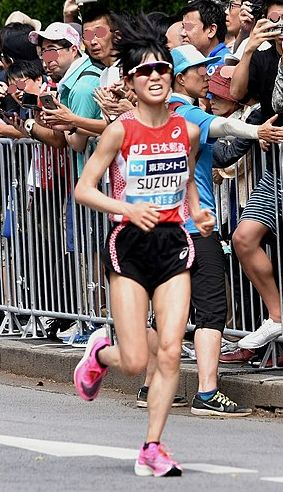
Ayuko Suzuki – Rang neunzehn

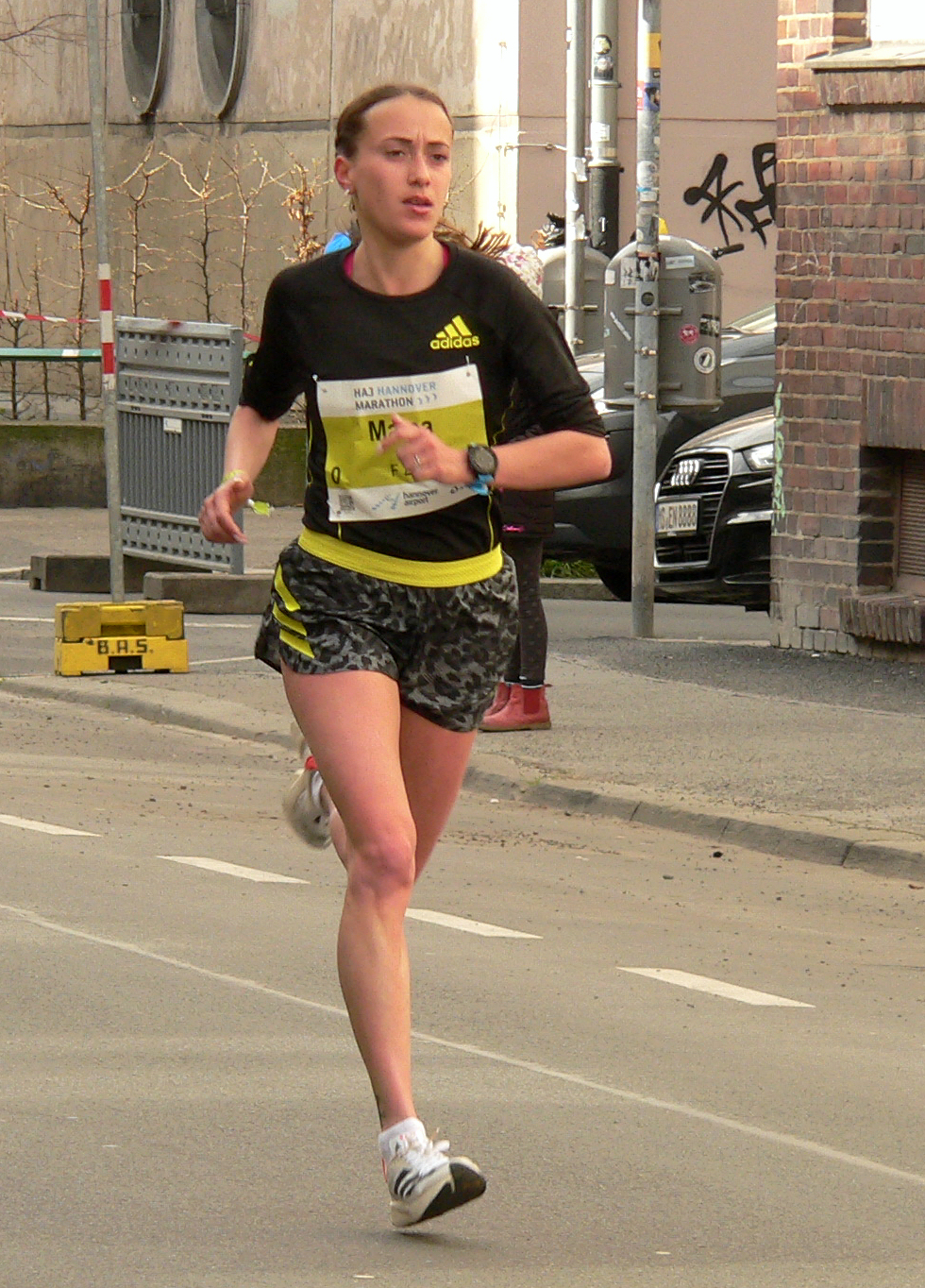
Matea Parlov Koštro – Rang 21
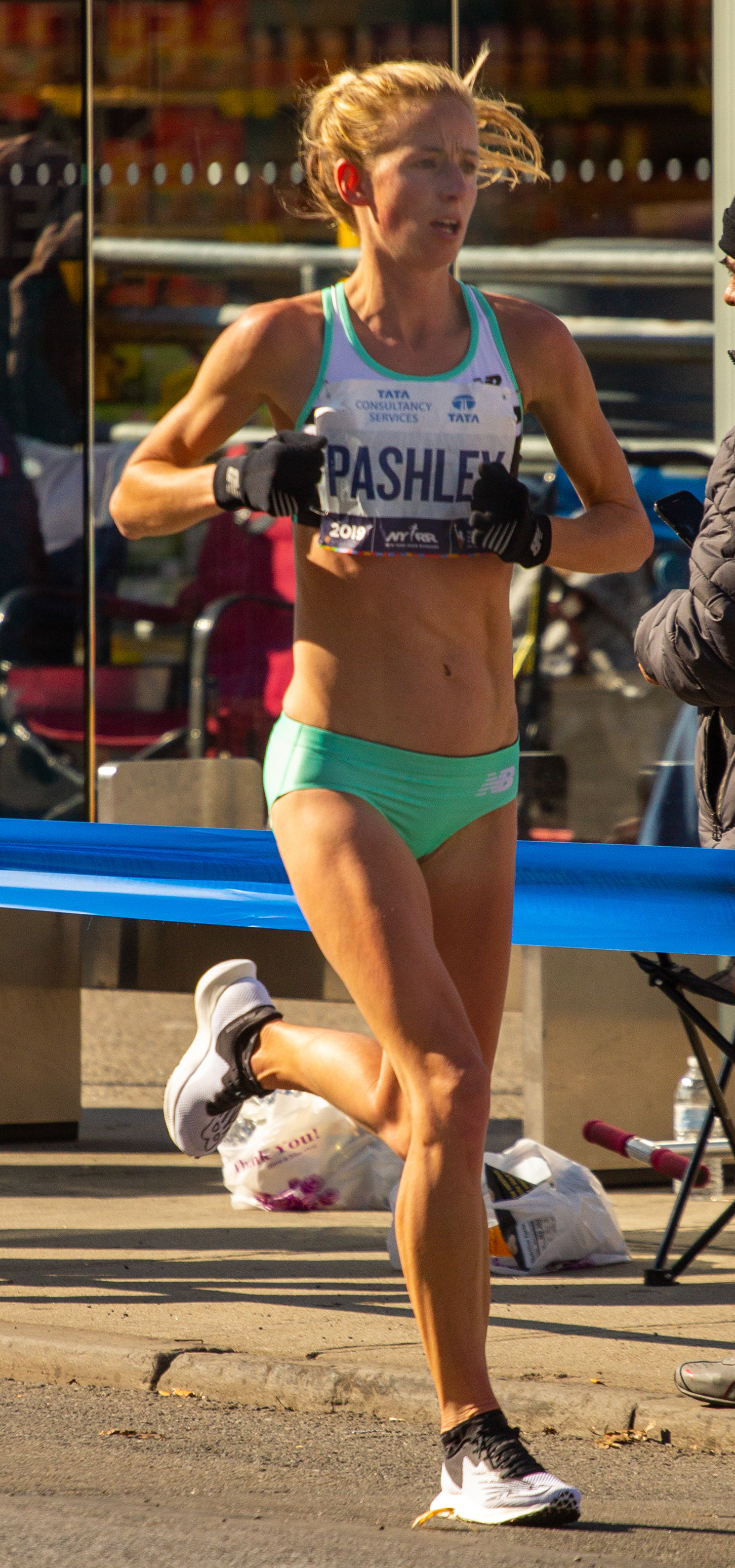
Ellie Pashley – Rang 23
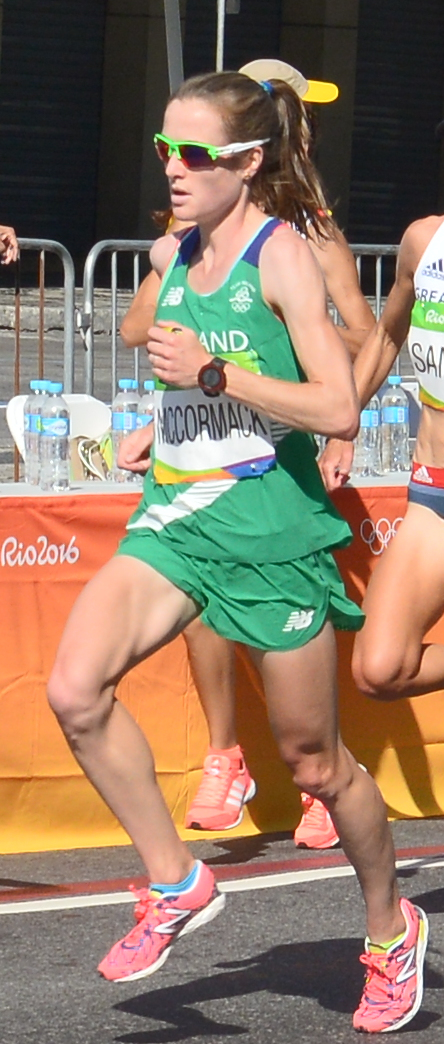
Fionnuala McCormack – Rang 25
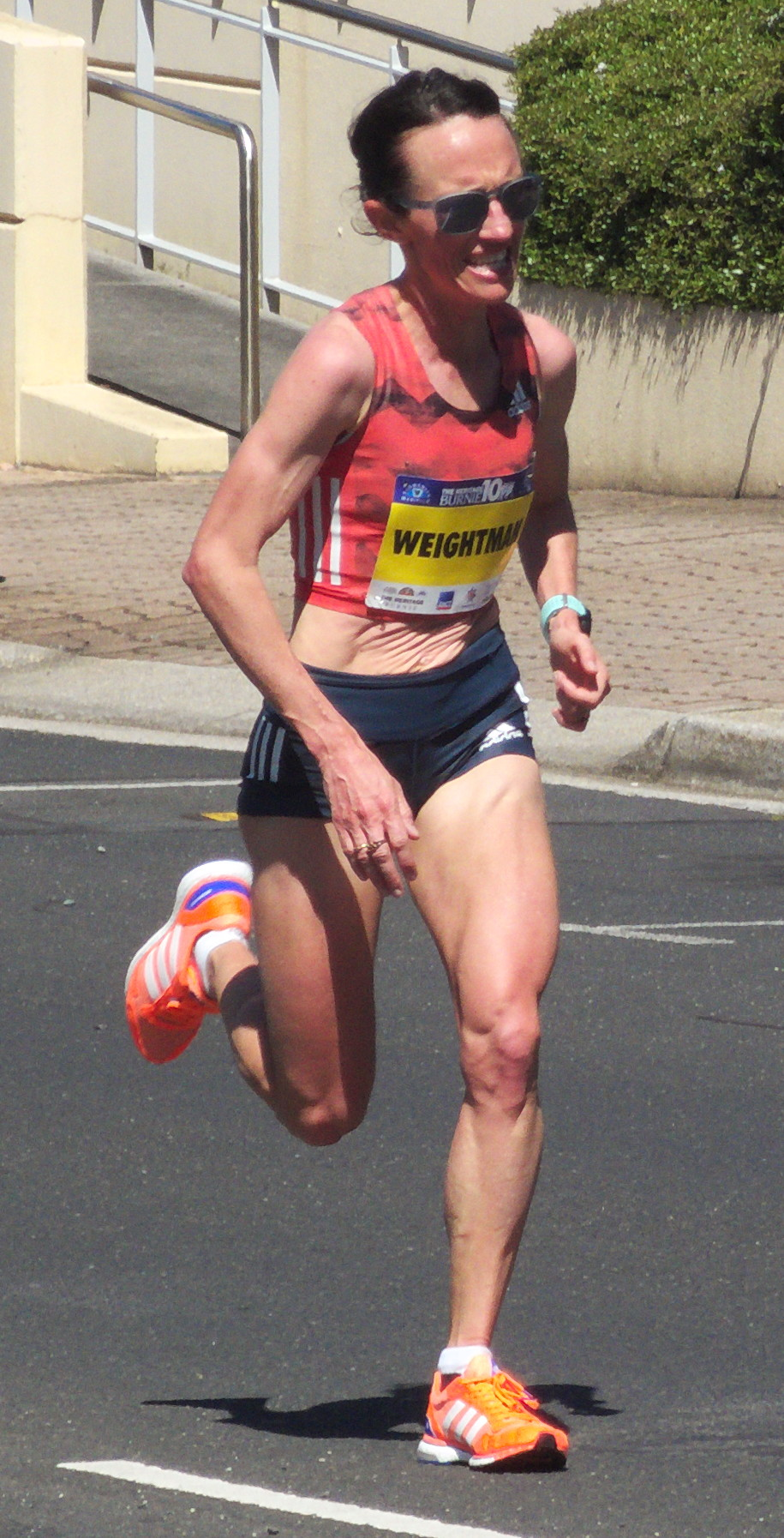
Lisa Weightman – Rang 26
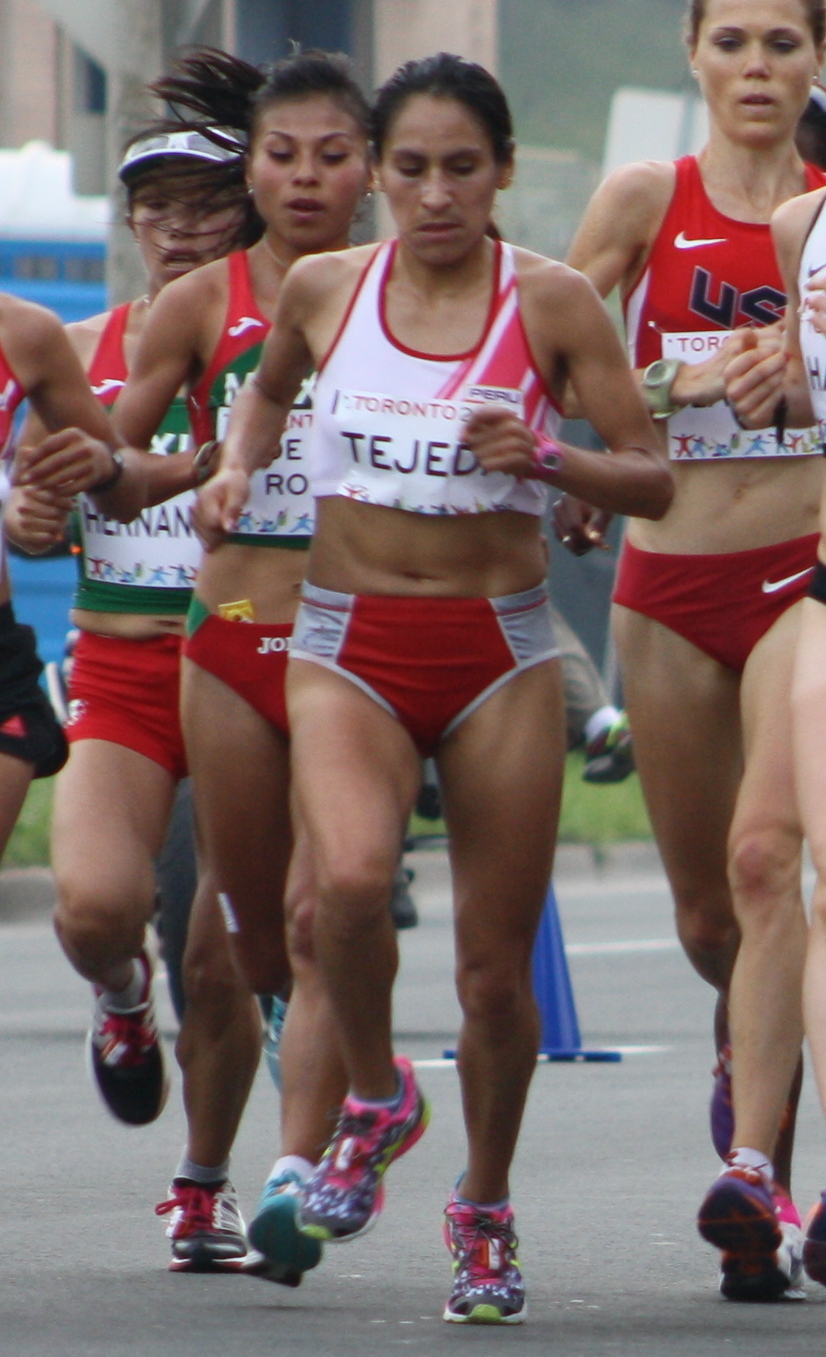
Gladys Tejeda – Rang 27
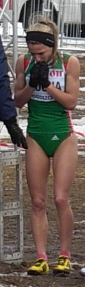
Carla Salomé Rocha – Rang dreißig
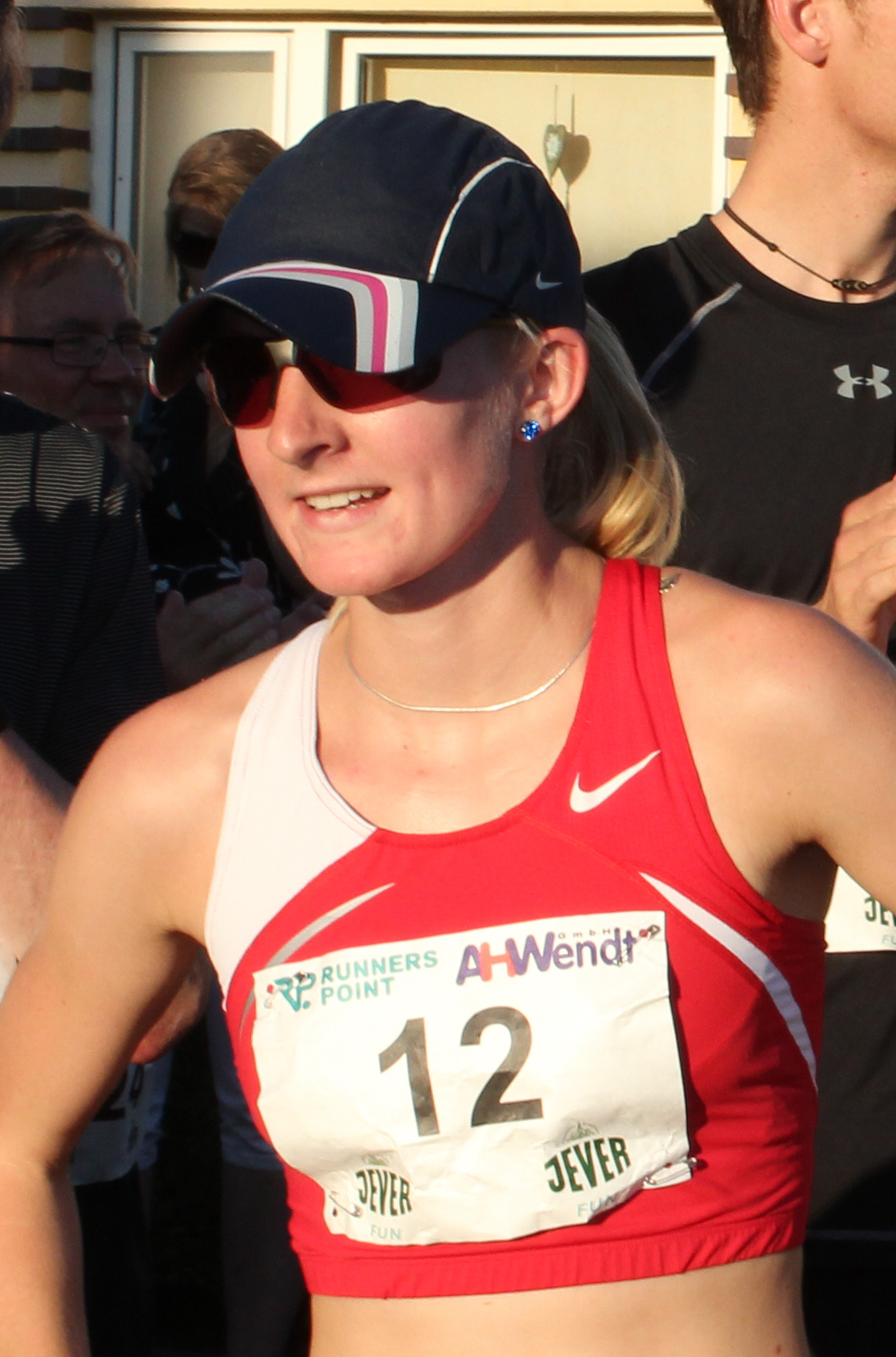
Katharina Steinruck – Rang 31
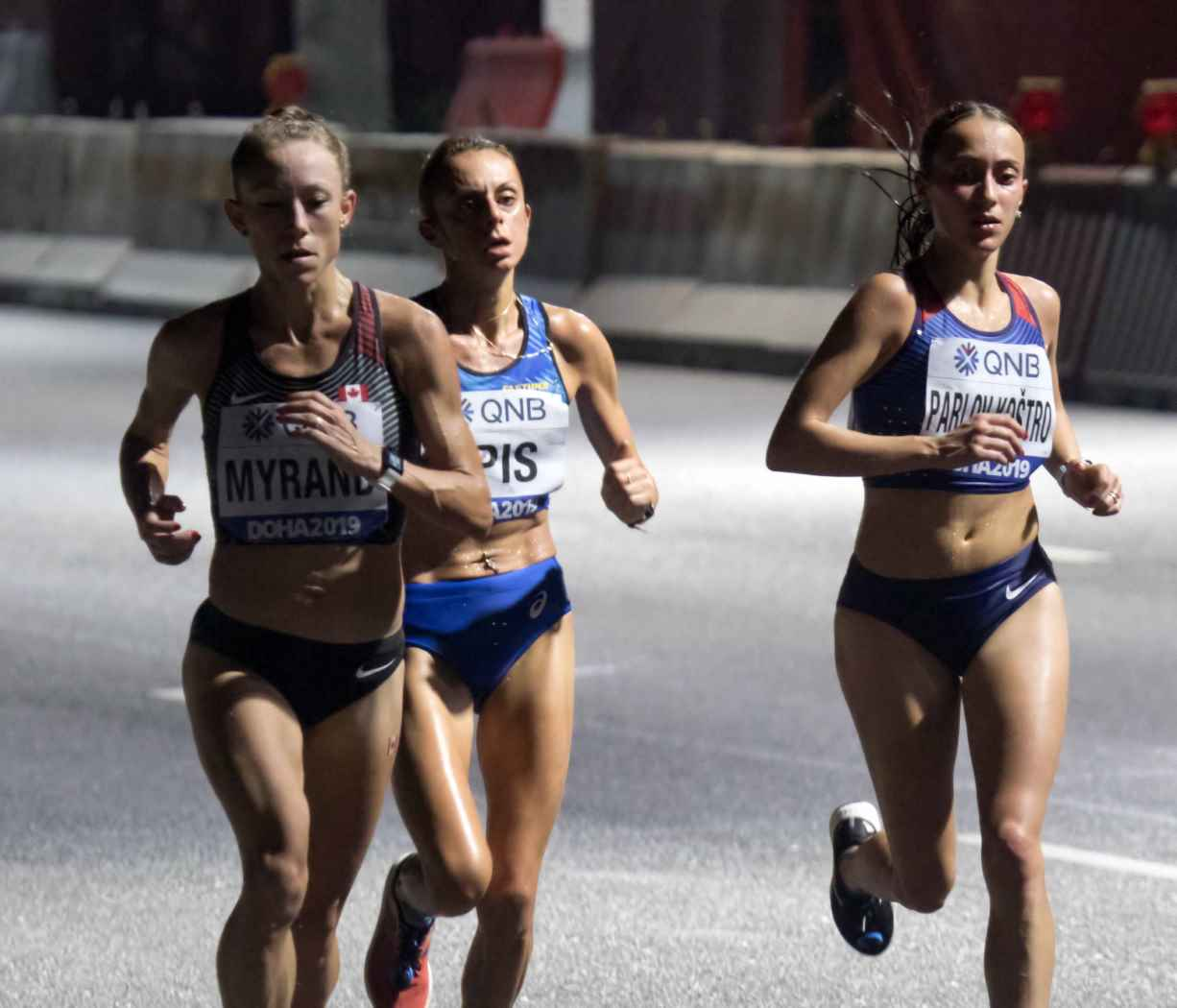
Giovanna Epis (Mitte) – Rang 32
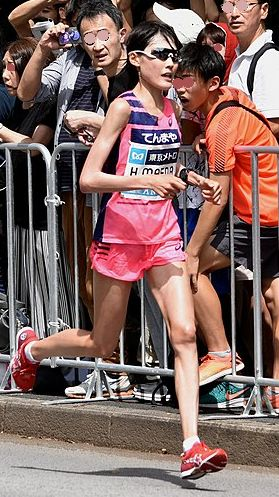
Honami Maeda – Rang 33

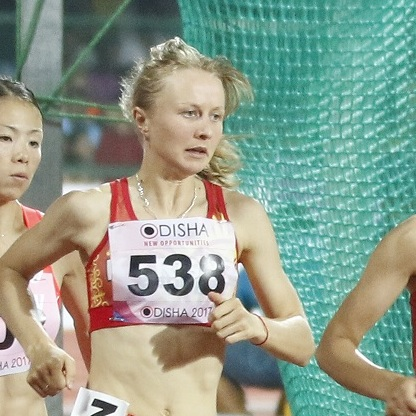
Darja Maslowa – Rang 36
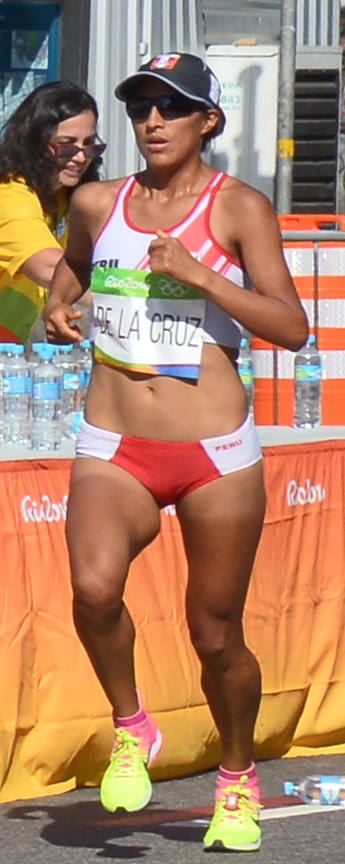
Jovana de la Cruz – Rang vierzig
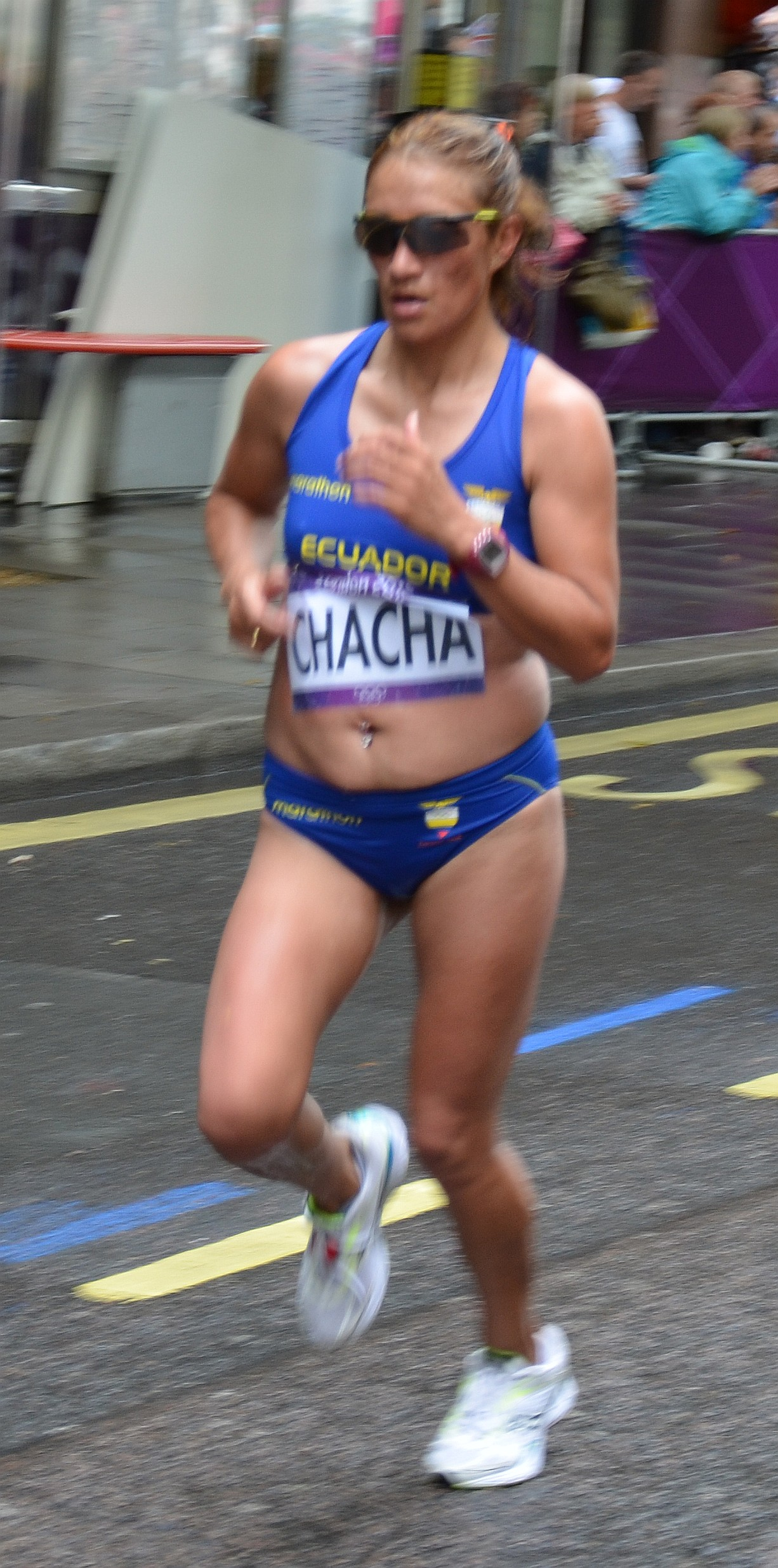
Rosa Chacha – Rang 41
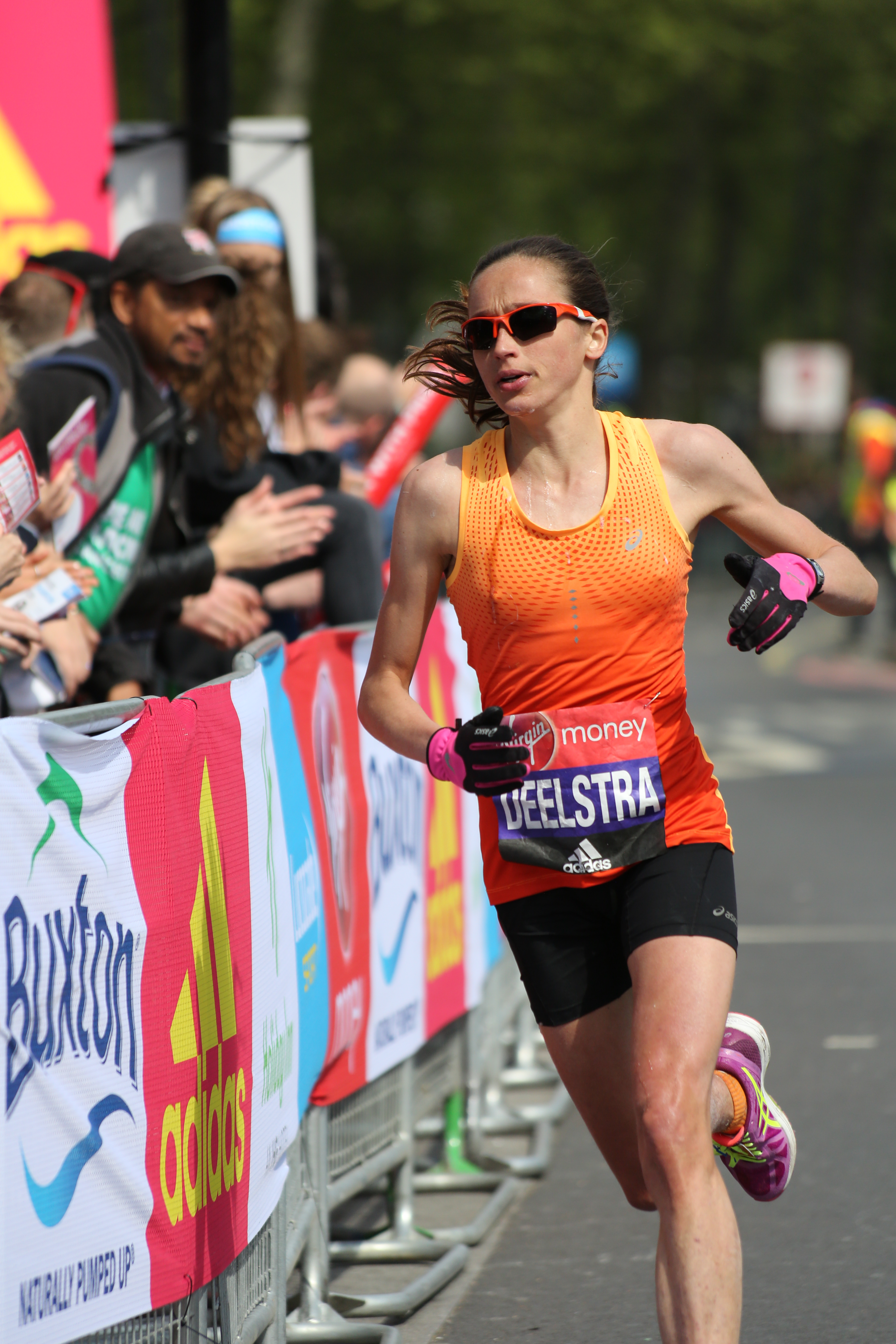
Andrea Deelstra – Rang 44
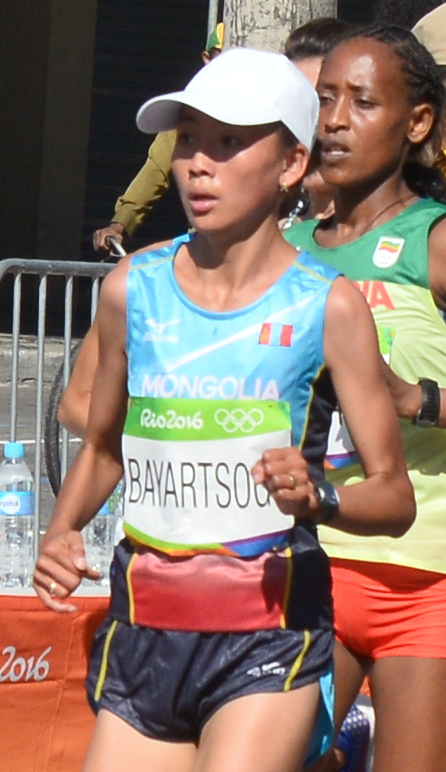
Bajartsogtyn Mönchdsajaa – Rang 45
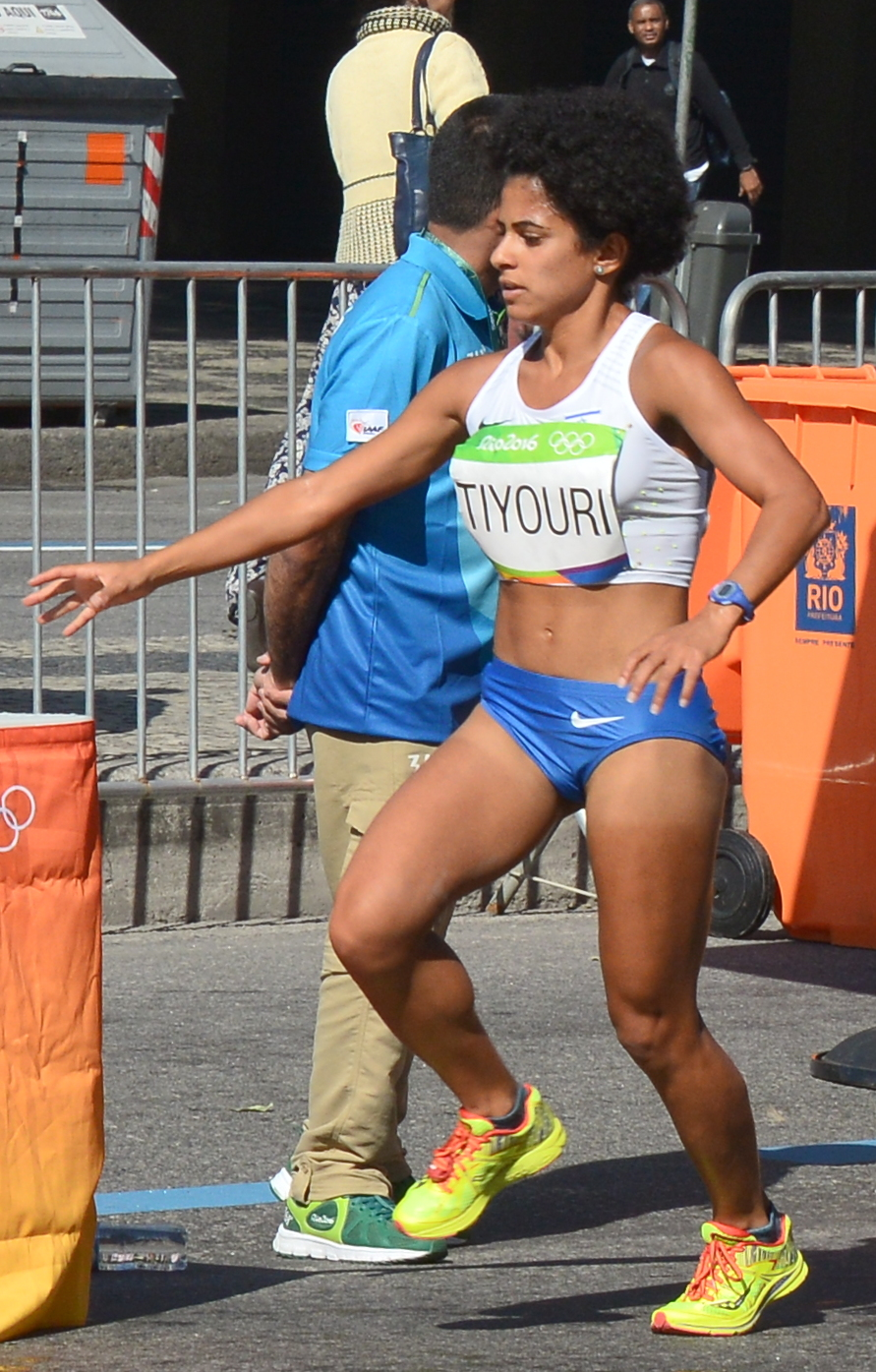
Maor Tiyouri – Rang 48
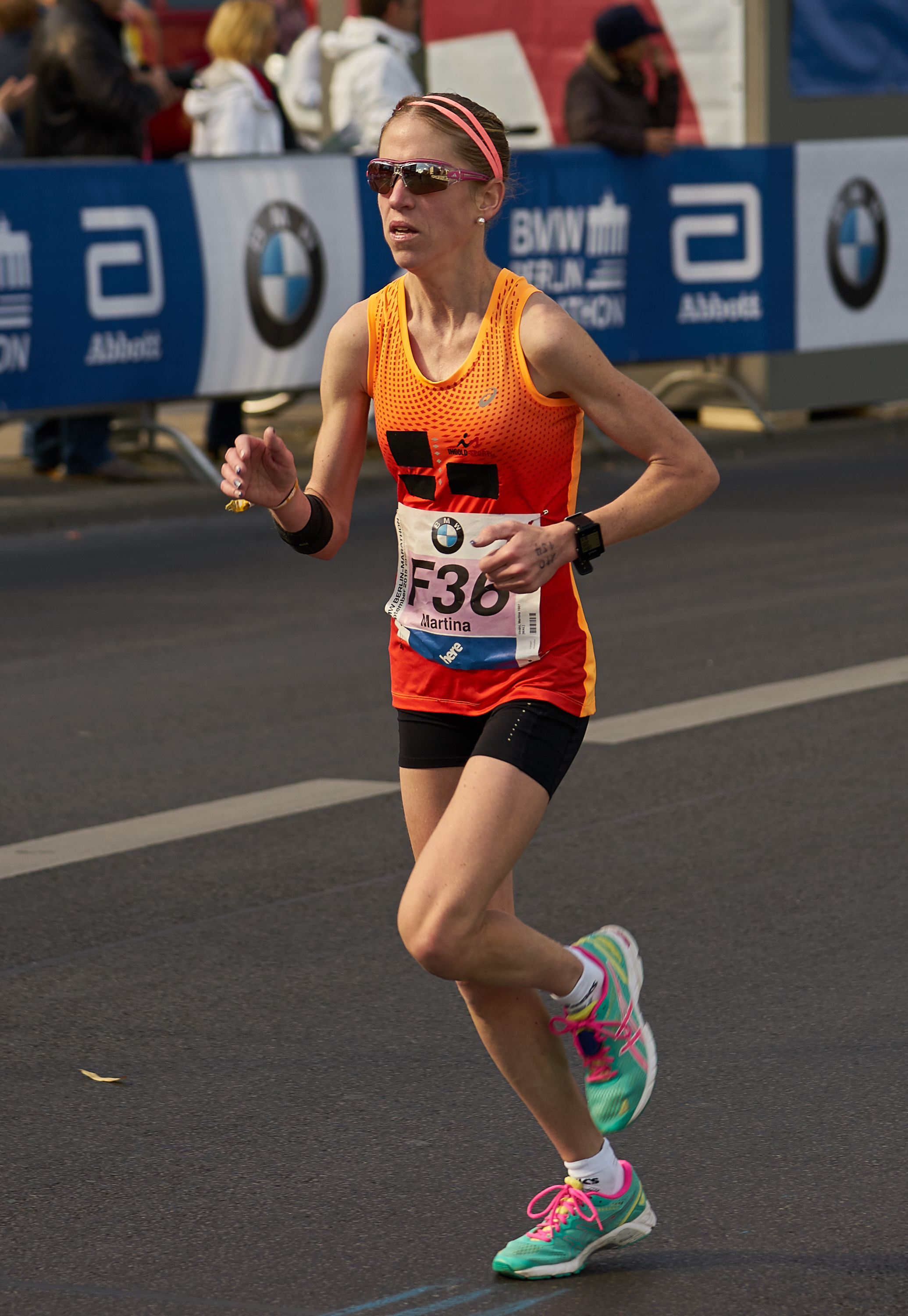
Martina Strähl – Rang 51
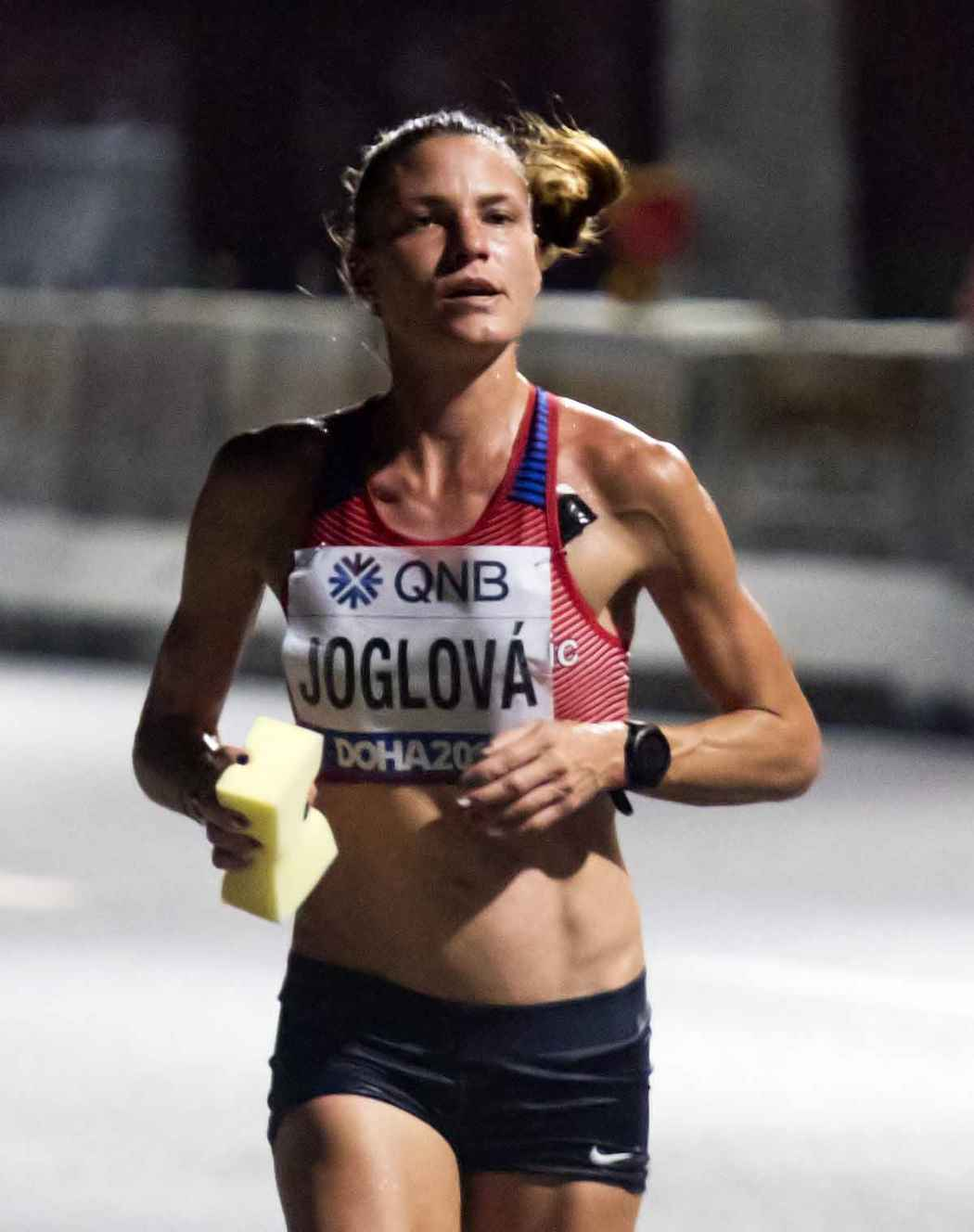
Marcela Joglová – Rang 52
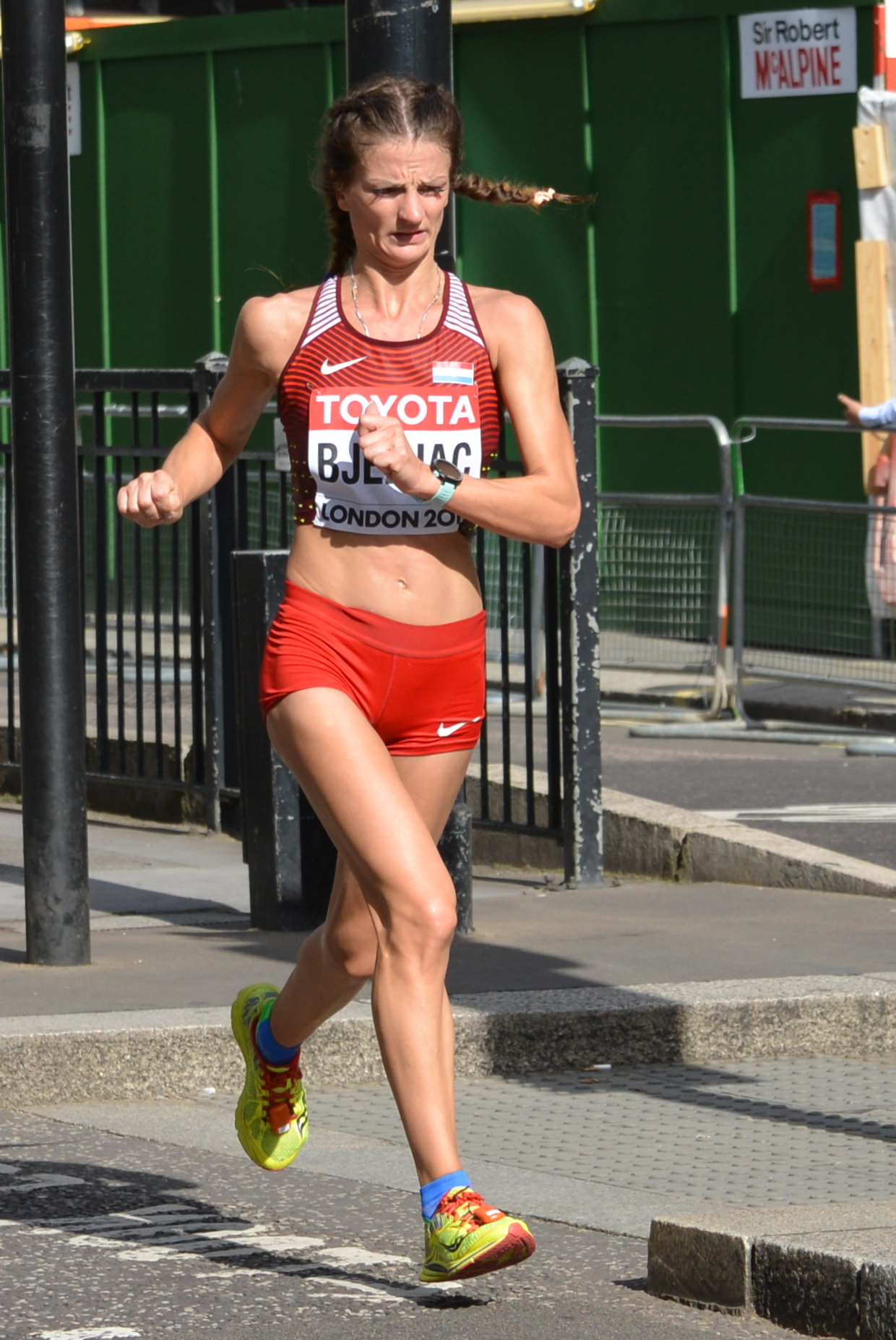
Bojana Bjeljac – Rang 53

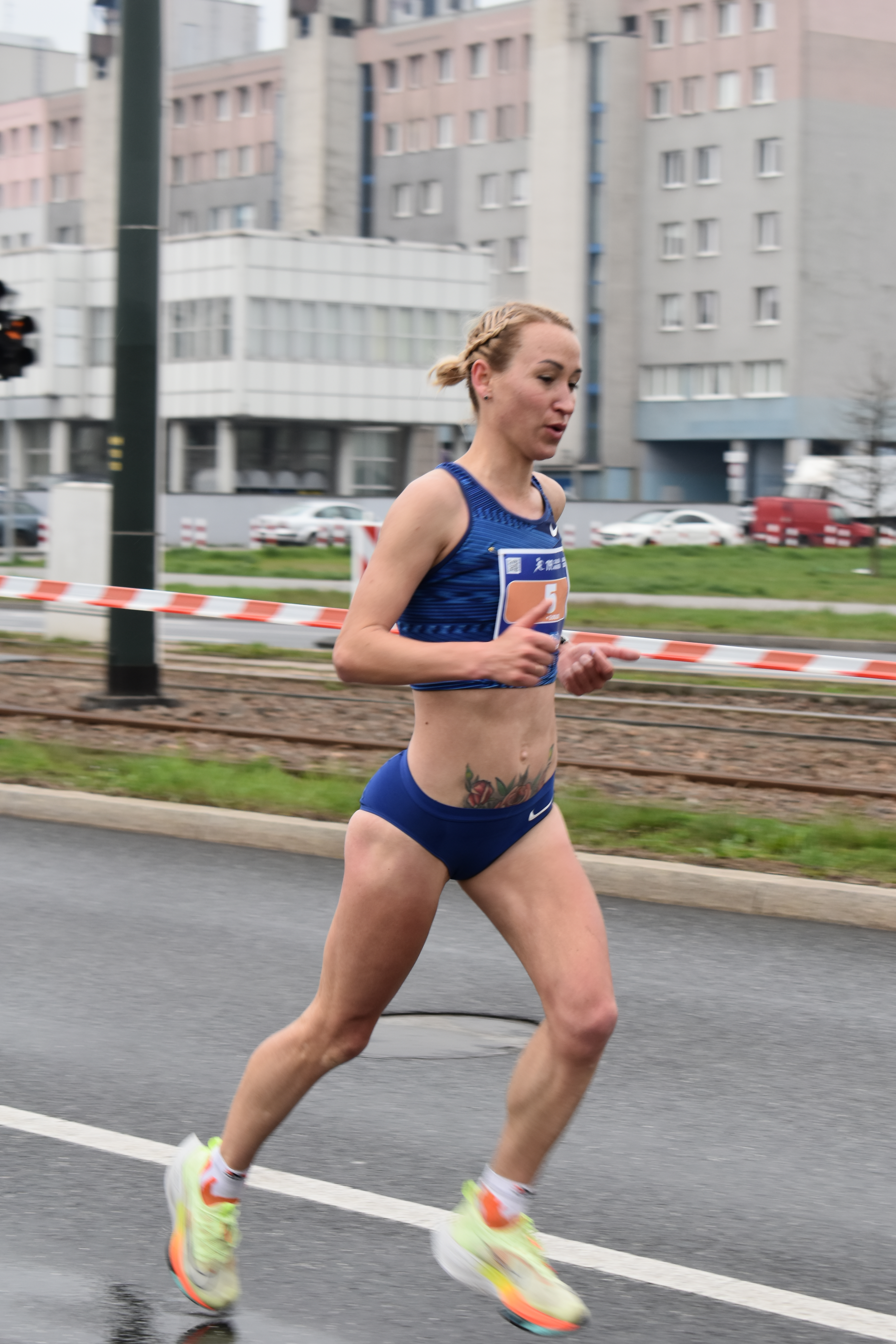
Lilia Fisikovici – Rang 54
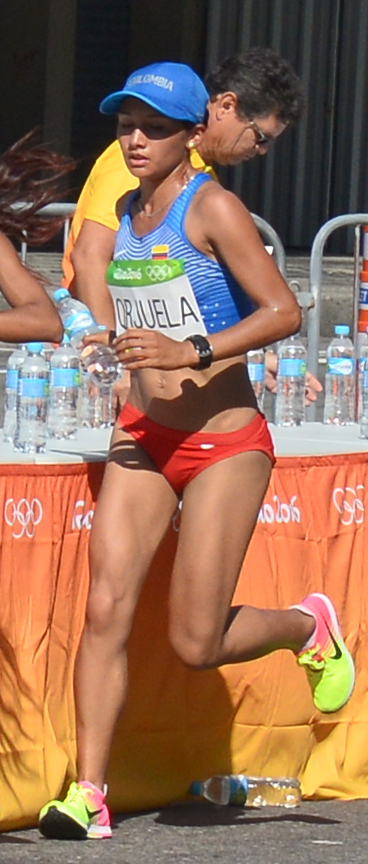
Angie Orjuela – Rang 55
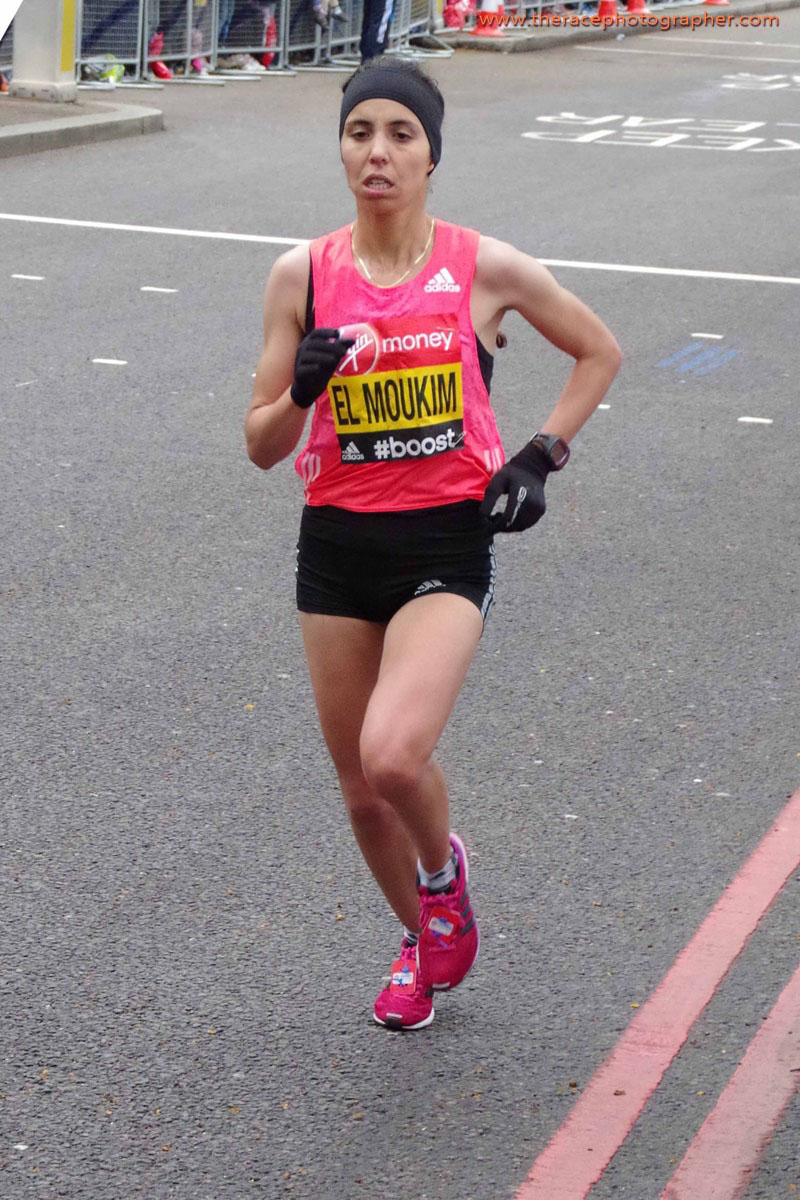
Rkia El Moukim – Rang 56
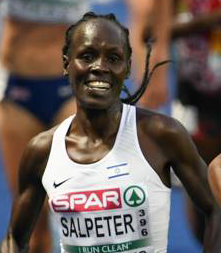
Lonah Chemtai Salpeter – Rang 66
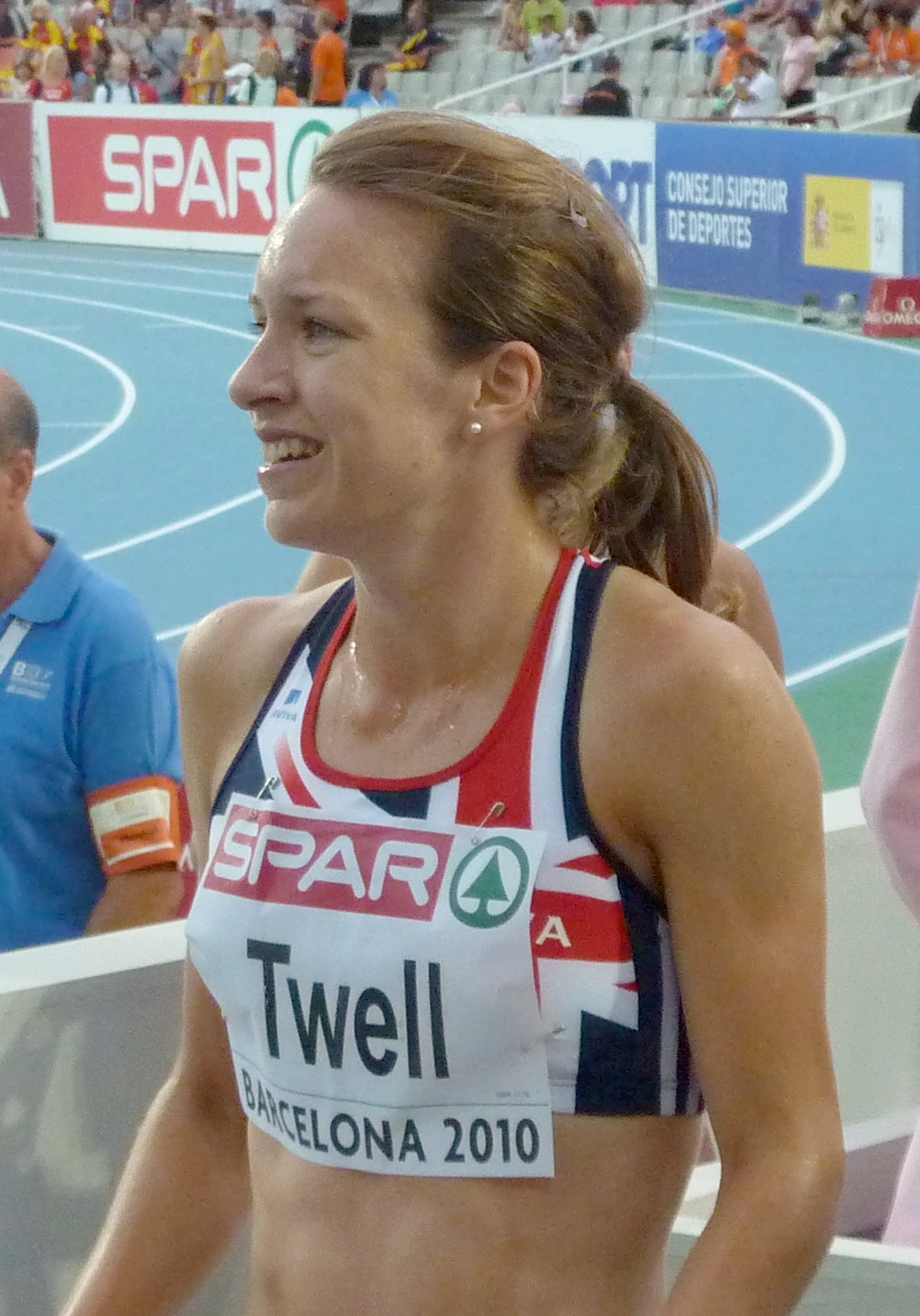
Stephanie Twell – Rang 68
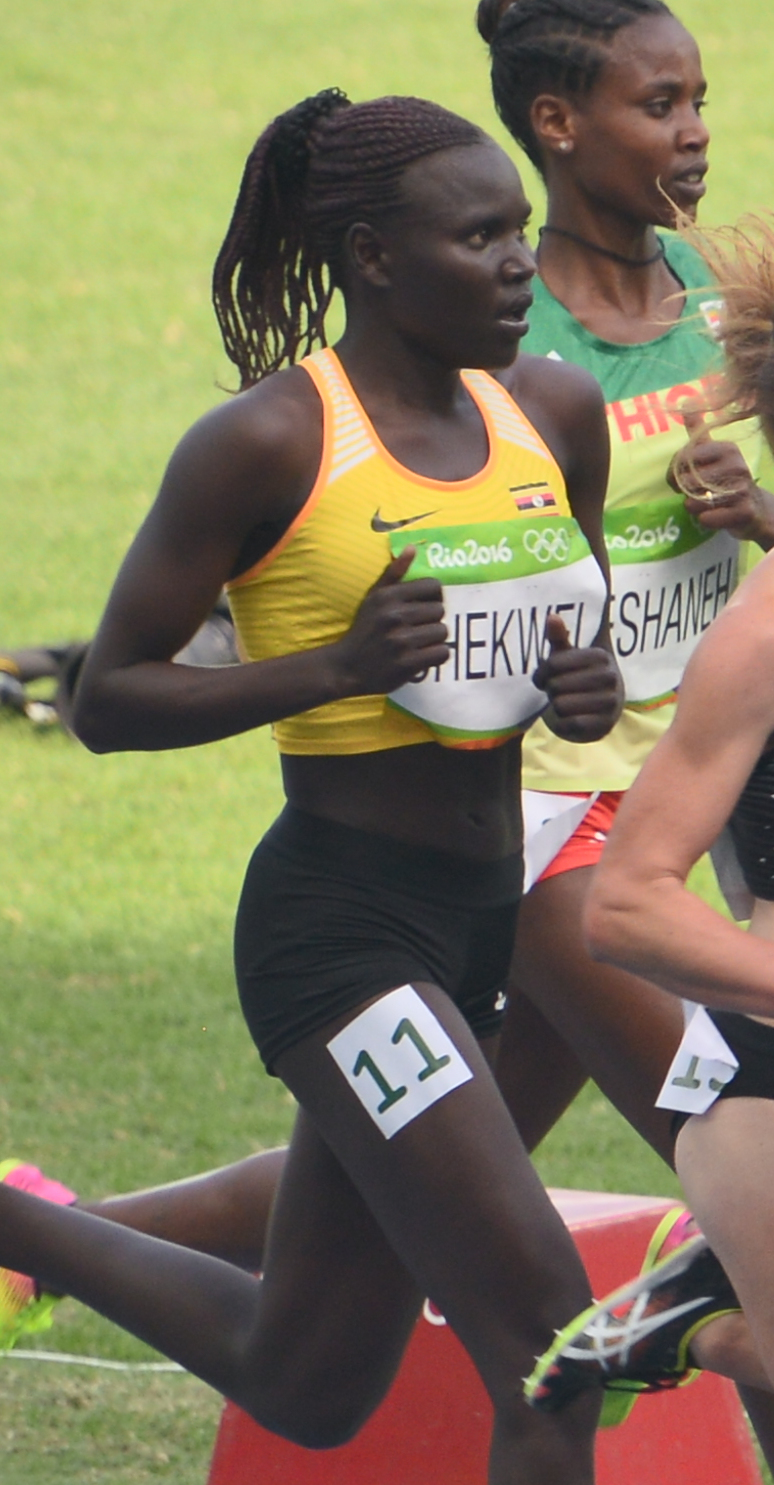
Juliet Chekwel – Rang 69
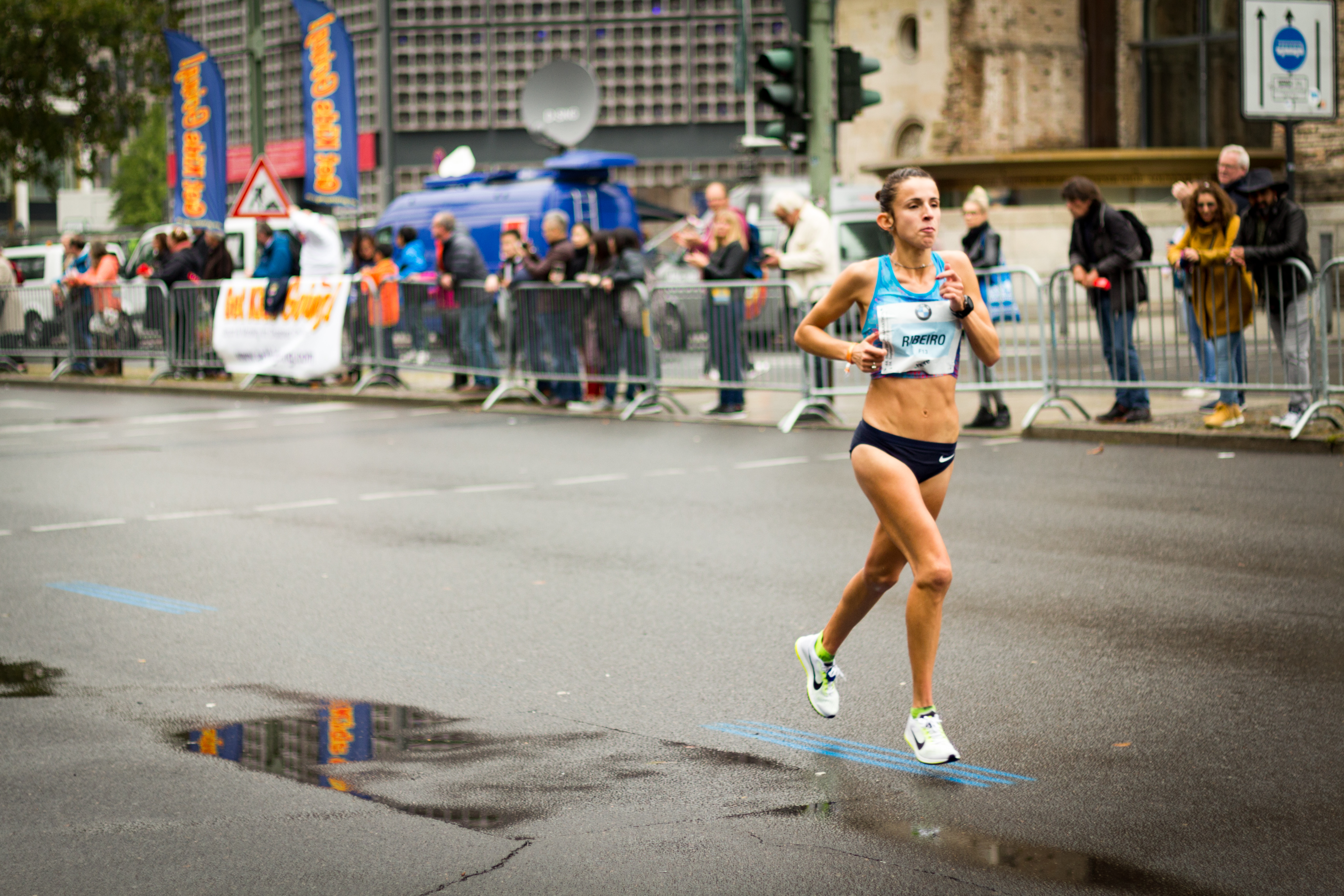
Catarina Ribeiro – Rang siebzig
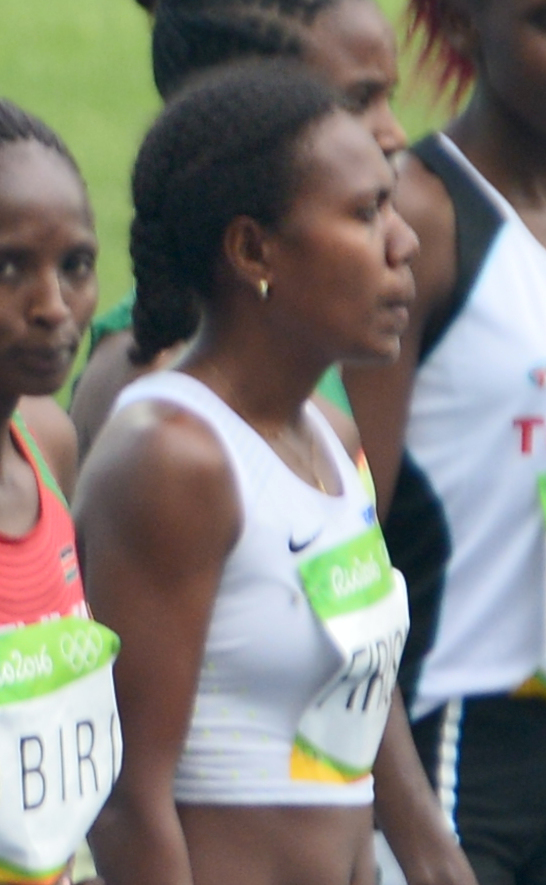
Sharon Firisua – Rang 72
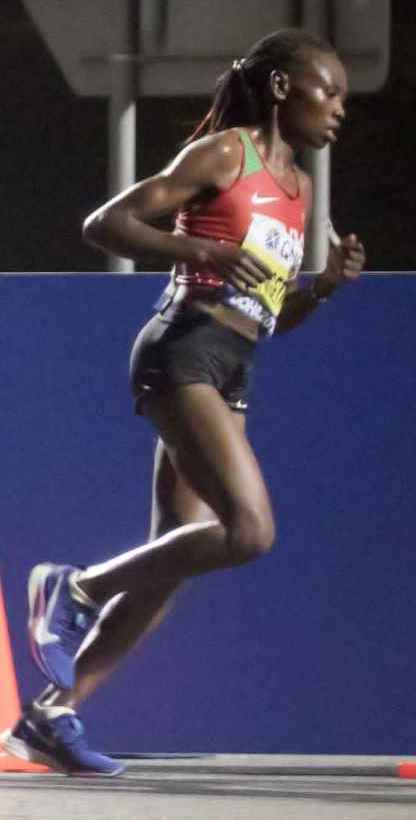
Ruth Chepngetich – Rennen nicht beendet

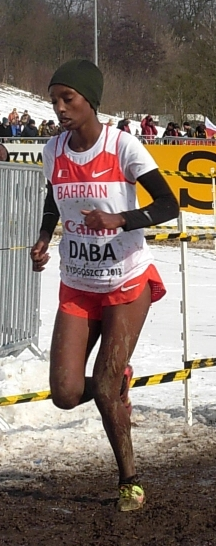
Tejitu Daba – Rennen nicht beendet
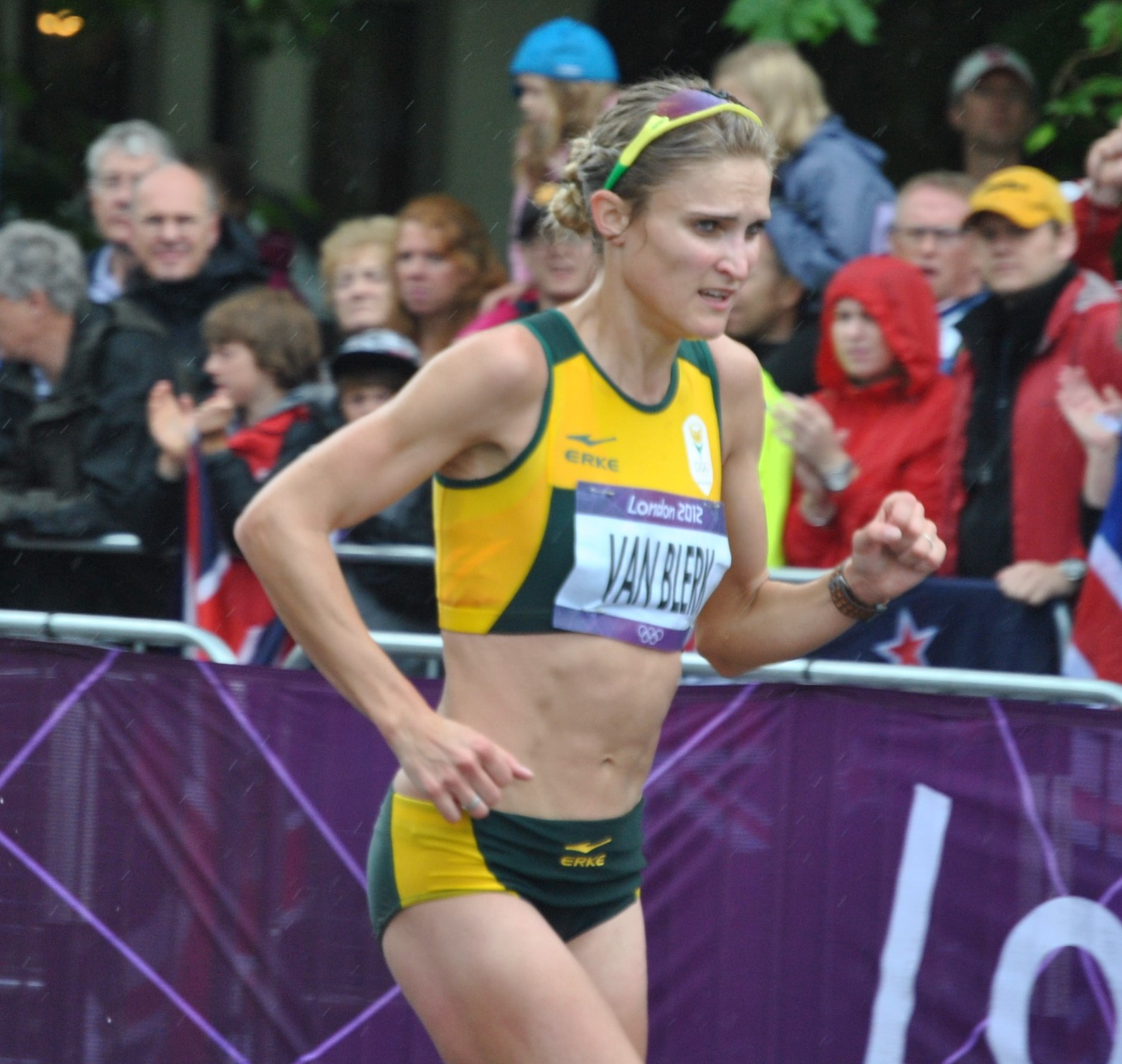
Irvette van Zyl – Rennen nicht beendet
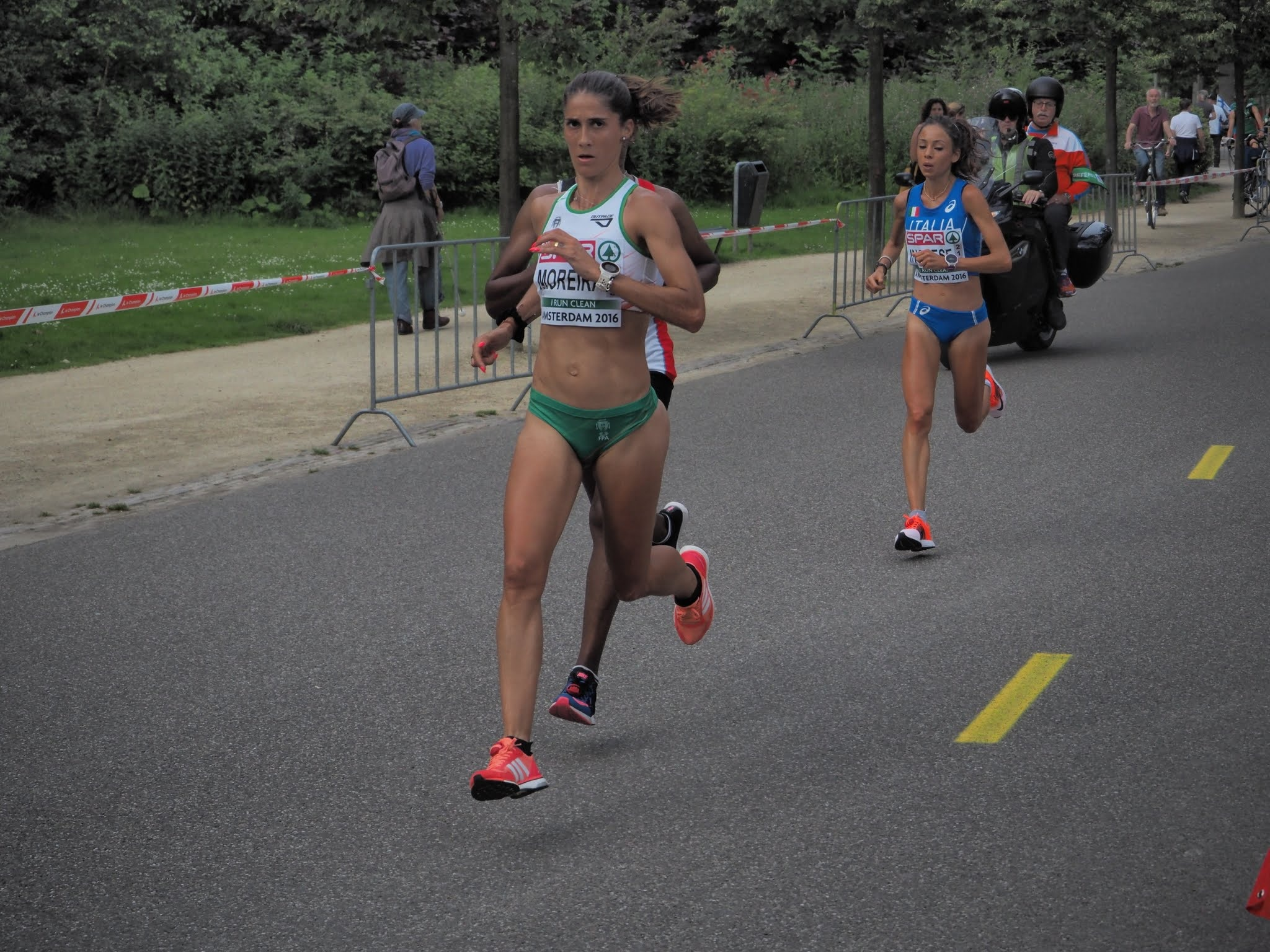
Sara Moreira – Rennen nicht beendet
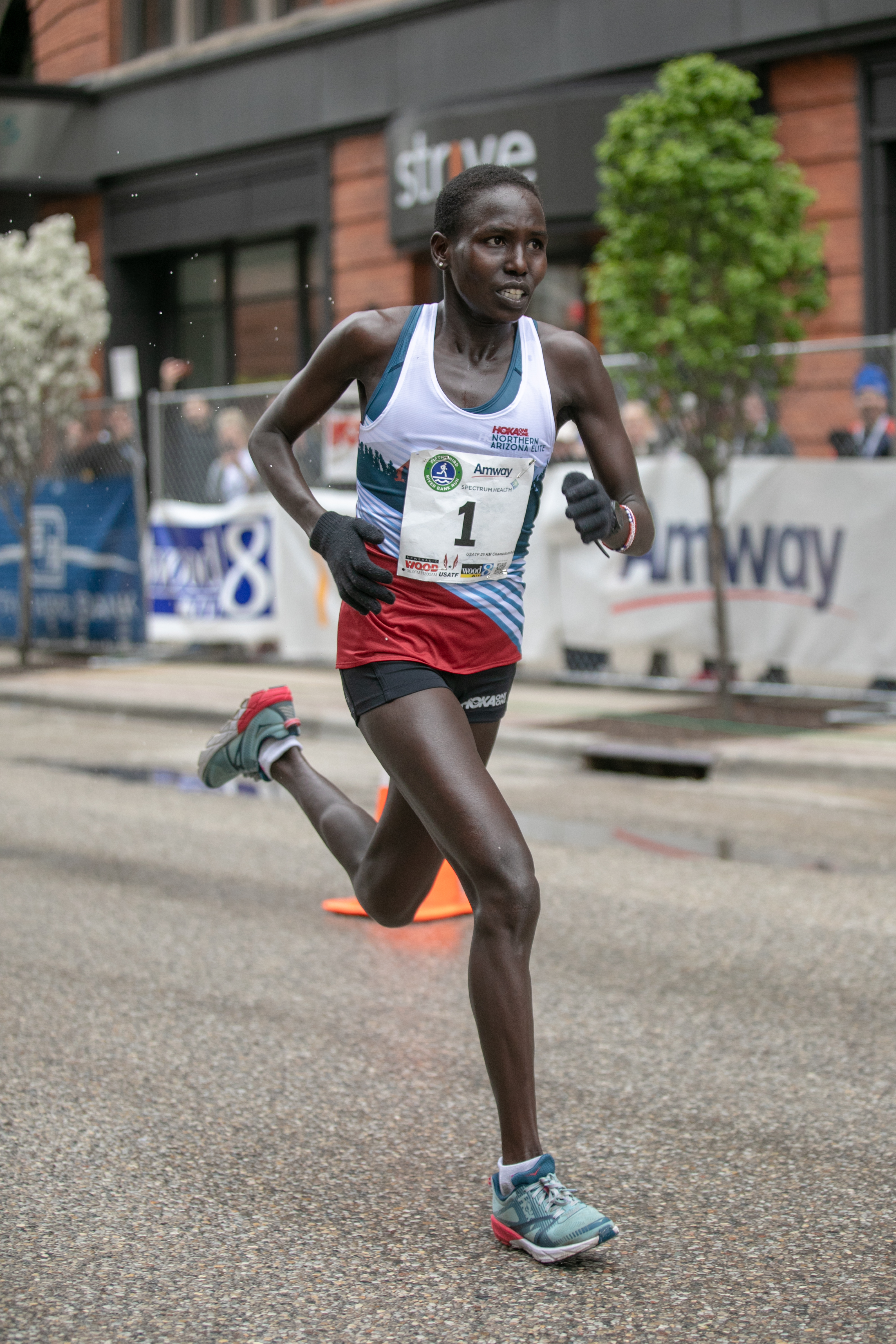
Aliphine Tuliamuk – Rennen nicht beendet
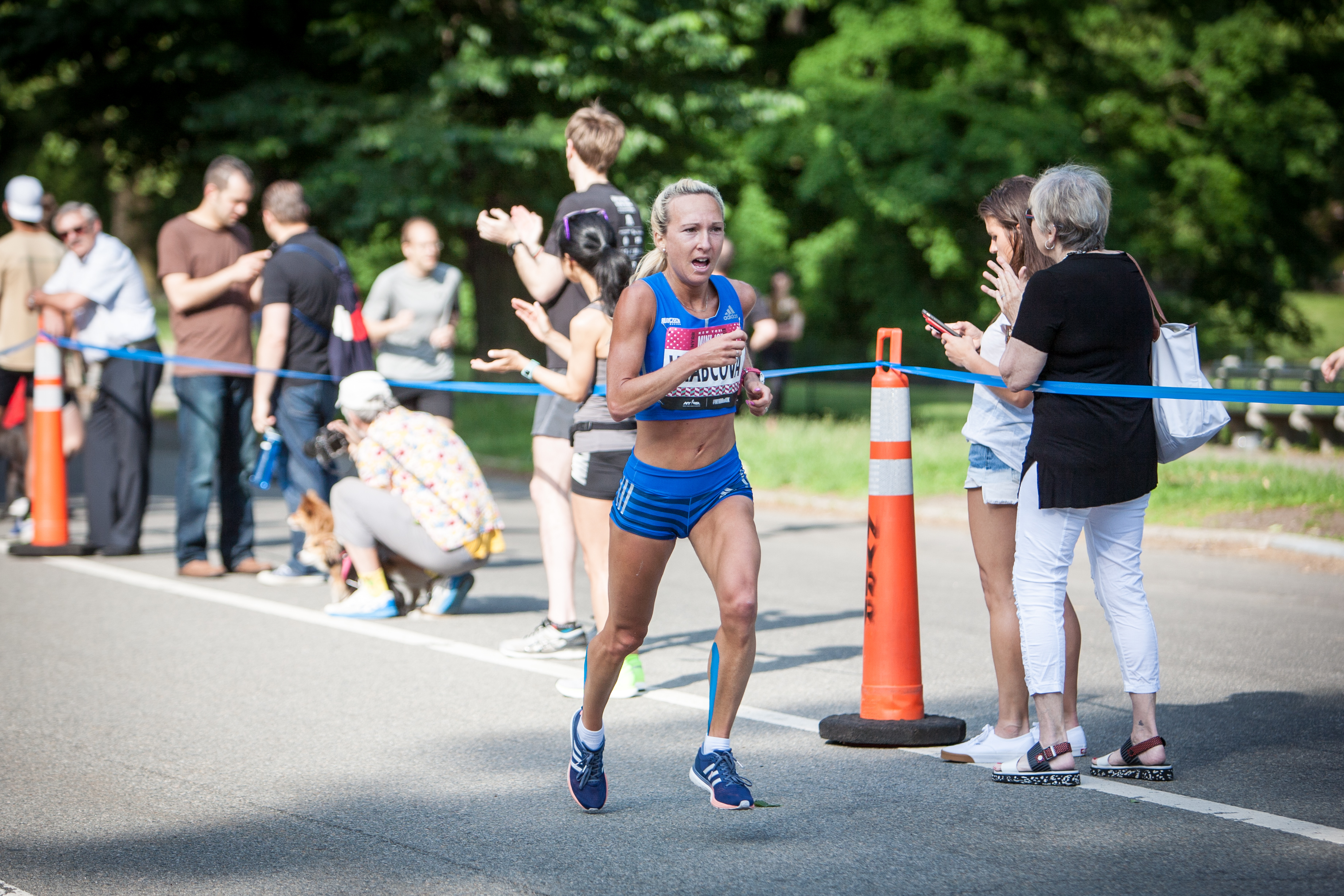
Eva Vrabcová Nývltová – Rennen nicht beendet

## Videolinks
- Women's Marathon Final, Tokyo Replays, youtube.com, abgerufen am 2. Juni 2022
- Athletics Women's Marathon, Final Highlights, Olympic Games - Tokyo 2020, youtube.com, abgerufen am 2. Juni 2022

- OLYMPIC STADIUM, TOKYO, Timetable/Results, Women's Marathon, Weltleichtathletikverband World Athletics (englisch), worldathletics.org, abgerufen am 2. Juni 2022
- Athletics at the 2020 Summer Olympics, Marathon, Women, olympedia.org (englisch), abgerufen am 2. Juni 2022
- Ergebnisse Olympische Spiele, Tokio (Japan), 30.07 - 08.08.2021, leichtathletik.de, abgerufen am 2. Juni 2022
- Athletics, Women's marathon Results, olympics.com, abgerufen am 2. Juni 2022